# 傳染病歷史

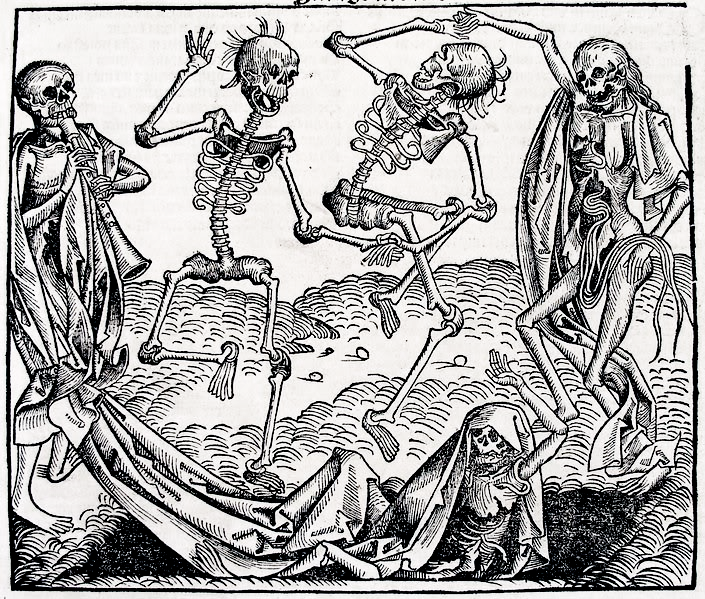
死亡之舞（Michael Wolgemut作于1493年）
对“生”取得了压倒性胜利的“死”在舞蹈的模样 — 14世纪所流行的“黑死病”给整个欧洲带去了死亡的恐怖

傳染病歷史记述在世界历史中，对后世的社会、经济、文化产生了特别巨大的影响的传染病。如传染病传播速度较快，可发展为流行病，具体参见“流行病列表”。

## 概述
病原微生物或者病原体(支原体、衣原体等细菌，螺旋体门，立克次氏体，病毒，真菌，原虫，寄生虫)侵入人类或动物的身体或体液定居并繁殖，造成感染，破坏组织，病原体释放毒素对身体造成危害，经过一定的潜伏期后引起疾病。这就叫传染病。
传染病史与生物的出现及进化史同在，占据了从史前到现代人类疾病的大半江山。传染病(瘟疫)在古代美索不达米亚文明的巴比伦王国的《吉尔伽美什史诗》中就已经被记述为四灾厄之一，同一时期的埃及也将法老的威势与瘟疫流行时的瘟神进行比较。在中国，从公元前13世纪以甲骨文刻成的考古资料中也发现了占卜瘟疫的文言。此外，说传染病史是医学史的开端也不为过。传染病是通过民族及文化的接触与交流，欧洲世界的扩大及世界一体化等过程而流行开来的。

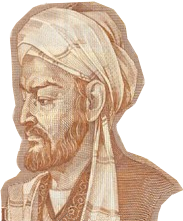
伊本·西那

发现传染病具有传染性的，是出身于萨曼王朝的伊斯兰世界医学家代表伊本·西那。他在「医典（āb al-Qānūn fī al-ṭibb、The Canon of Medicine）」（1020年）中记述了隔离可阻止传染病的扩大，以及受到特定天然物质污染的体液可获得传染性。不过，他并未考虑到那种物质便是疾病的直接原因。

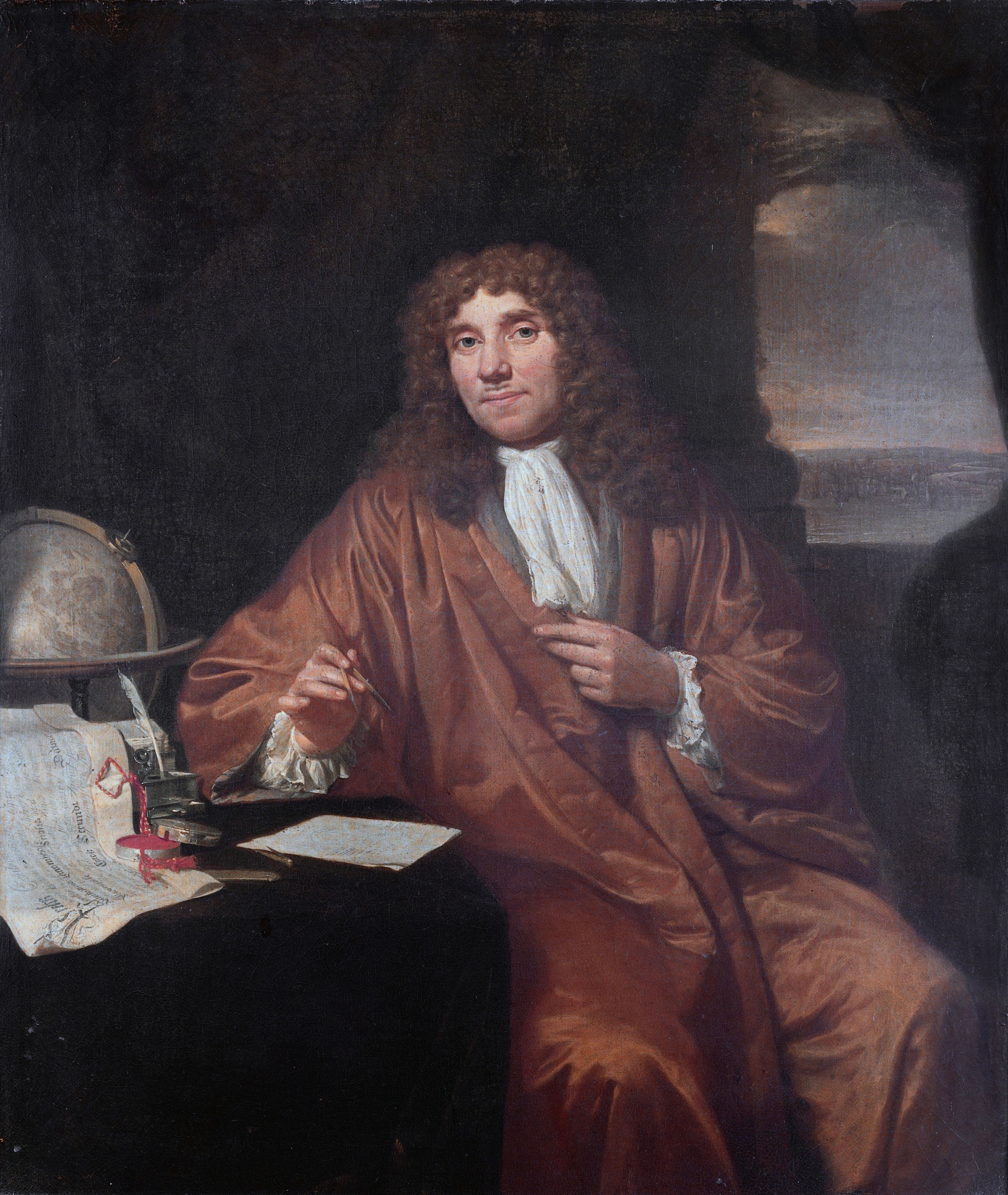
列文虎克(1632-1723)

生活在14世纪纳斯利德王朝的伊本·海提布在研究伊比利亚半岛安达卢斯地区的黑死病（鼠疫）时，发现与衣物、食器、耳环的接触可左右发病。在此基础上，伊本·卡蒂马（Ibn Khatima、1369年 - ?）建立了一种假设，认为“传染病是由于微生物入侵人类体内而导致”。这一假设通过16世纪意大利修士、科学家吉罗拉莫·弗拉卡斯托罗所著的《梅毒》（1530年）及《关于传染病》（1546年）而在文艺复兴时期的欧洲被广泛接受。弗拉卡斯托罗主张传染病是通过接触传染，他也是梅毒（Syphilis）及斑疹伤寒（typhus）的命名者。
人类第一次看到病原体(病原微生物)，形式上来说普遍认为是1684年荷兰科学家安东尼·凡·列文虎克通过光学显微镜进行的细菌观察。列文虎克对显微镜的改良，使细菌变得易于被肉眼所观察。
1838年，表示细菌意义的拉丁语 "bacterium" 出现；像如今这样判明病原体则是在19世纪以后，法国科学家路易·巴斯德及德国科学家罗伯特·科赫对此居功至伟。尤其是科赫，他在1875年首次使用光学显微镜观察到了拥有感染性的病原体细菌炭疽杆菌，并提出「柯霍氏法则」作为判定传染病病原体的指针，成为了传染病研究的先驱。日本科学家北里柴三郎、志贺洁也分别在1894年和1898年先后发现了鼠疫杆菌和志贺氏菌。另外，主要病菌的发现如下表所示，主要集中在19世纪后半叶到20世纪初。
| 病名       | 发现年 | 病原菌发现者                                |
| ---------- | ------ | ------------------------------------------- |
| 麻风病     | 1875年 | 格哈德·阿玛尔·汉生（挪威）                  |
| 疟疾       | 1880年 | 夏尔·路易·阿方斯·拉韦朗（法国）             |
| 伤寒       | 1880年 | 厄波斯（德国）                              |
| 结核       | 1882年 | 罗伯特·科赫（德国）                         |
| 霍乱       | 1854年 | 菲力波·帕西尼（意大利）                     |
| 破伤风     | 1884年 | 尼古拉尔（德国）                            |
| 布魯氏菌病 | 1887年 | 大卫·布鲁斯（英国）                         |
| 鼠疫       | 1894年 | 亚历山大·叶赫森（法国）、北里柴三郎（日本） |
| 痢疾       | 1898年 | 志贺洁（日本）                              |
| 梅毒       | 1905年 | 弗里茨·绍丁（德国）                         |
| 百日咳     | 1906年 | 朱尔·博尔代（法国）                         |
| 斑疹傷寒   | 1909年 | 夏尔·尼科勒（法国）                         |

病毒(virus)在光学显微镜下也无法看到，其发现晚于细菌。1892年俄罗斯植物学家伊凡诺夫斯基所发现的烟草花叶病毒是第一种被发现的病毒。

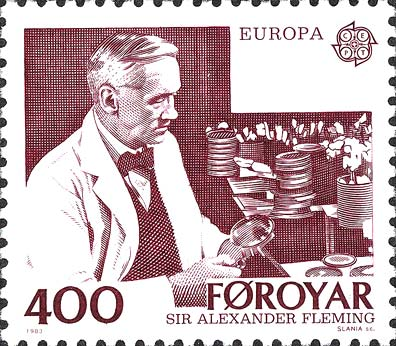
弗莱明(1881-1955)

在1929年初亚历山大·弗莱明发现抗生素盘尼西林之前，细菌所导致的传染病都没有根治的办法；而病毒所导致的传染病，其治疗过程至今仍有大部分必须依靠患者自身的免疫力。
1935年，德国细菌学家格哈德·多马克开发出了广谱抗菌性药物磺胺类药物。磺胺类药物并非由生物所产生，因此不被视为抗生素。抗生素与磺胺类药物的开发为传染病的治疗开辟了新的天地。
随着抗生素的普及，预防接种的义务化，公共卫生的改善，越来越多的人将传染病只视为过去的威胁，但超级细菌的不断出现及经济全球化所造成的新兴传染病等新情况的出现，也正在颠覆这种一时的乐观态度。
传染病在漫长的时间里给人类带来了巨大的灾难，它的威胁在人类社会中至今仍挥之不去。面对灾难，不同历史时期、不同地区的人们虽然采取了形形色色的方法，但通过考察人类的瘟疫观、生死观、信仰、哲学、科学在此背景下的发展进步，便能对人类历史、经济、社会的现状有更深刻的理解。

## 鼠疫

### 雅典鼠疫
回溯到伯罗奔尼撒战争时的公元前429年，一场瘟疫袭击了利用围城战术与斯巴达军进行对峙的希腊最大的城邦——雅典，造成了众多死者。这场瘟疫过去曾被称为“雅典鼠疫”，但通过对史料中所记载的症状的分析和研究，现在已经否定了鼠疫说，而认为是天花或者斑疹伤寒，又或者是此二者的同时爆发。此外，被誉为古希腊最伟大的民主政治家、领导了伯罗奔尼撒战争的伯里克利也在这场瘟疫中丧生，最终导致了雅典在这场战争中的败北及提洛同盟的瓦解。
另外，修昔底德所著的《伯罗奔尼撒战争史》中曾写道，“雅典鼠疫”流行于伯罗奔尼撒战争时期，因此有谣言称是雅典的敌人斯巴达向蓄水池中投毒所致。

### 查士丁尼鼠疫

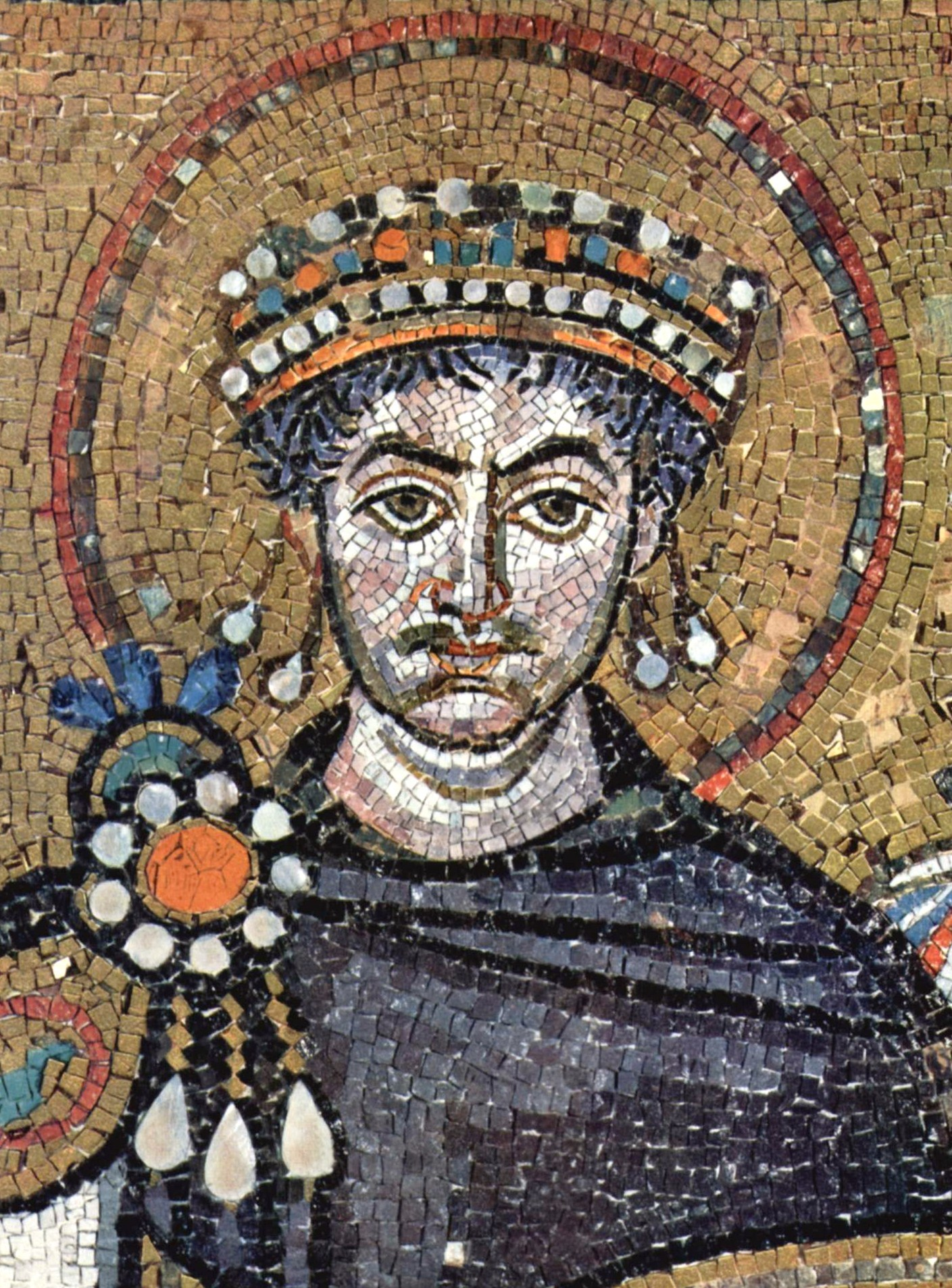
查士丁尼1世(483-565)

在有史可循的几次传染病大流行之中，被推测为与现代医学所指的鼠疫具有相同症状的最早的传染病，是爆发于542年到543年年间、查士丁尼一世(在位527年-565年)所统治的东罗马帝国(拜占庭帝国)中的鼠疫，按现代的病理学分类，推测其为腺鼠疫。
东罗马帝国皇帝查士丁尼自己也受到了感染，因此这场瘟疫被称为“查士丁尼斑点”或“查士丁尼鼠疫”。这场瘟疫从埃及向巴勒斯坦方向扩散，更进一步蔓延到首都君士坦丁堡，导致了众多死亡，夺去了帝国近一半的人口，甚至使帝国的机能一时陷入瘫痪。
根据记录，这场瘟疫于542年在旧西罗马帝国爆发，547年扩散到不列颠岛周边，567年蔓延到法国，随后又途经欧洲、近东、亚洲，从其最初爆发到平息为止，大约共流行了60年。查士丁尼虽然受到感染，但据说并没有出现严重的症状，在几个月之后就得以痊愈。而在君士坦丁堡，据说瘟疫最为流行的时候，每天都有0人到0人死亡，磨面工坊和面包店由于农业生产的萧条而陷入停工。
有一种说法认为，由于鼠疫的流行造成东地中海沿岸地区人口锐减，查士丁尼“通过东罗马帝国复兴罗马”的理想被迫断送，而阿尔卑斯山脉以北的西欧世界交通网还不甚发达，在日尔曼民族大迁徙之后又日渐荒凉，因而拥有较强的自给自足的经济要素，受到鼠疫的影响相对较轻，从而为其以后的发展奠定了基础。

### 14世纪的“黑死病”
14世纪在欧洲肆虐的鼠疫，一旦感染便会在2到7日内出现发烧症状，皮肤上浮现紫黑色的斑点和肿块，因而被称为“黑死病”。加拿大籍历史学家威廉·哈代·麦克尼尔称，侵略了中国云南省的蒙古军将鼠疫杆菌的媒介——跳蚤与受感染的老鼠带到了中世纪的欧洲，因而引起了“黑死病”的大流行。不过，科学史学家村上阳一郎则认为是起源于中东。

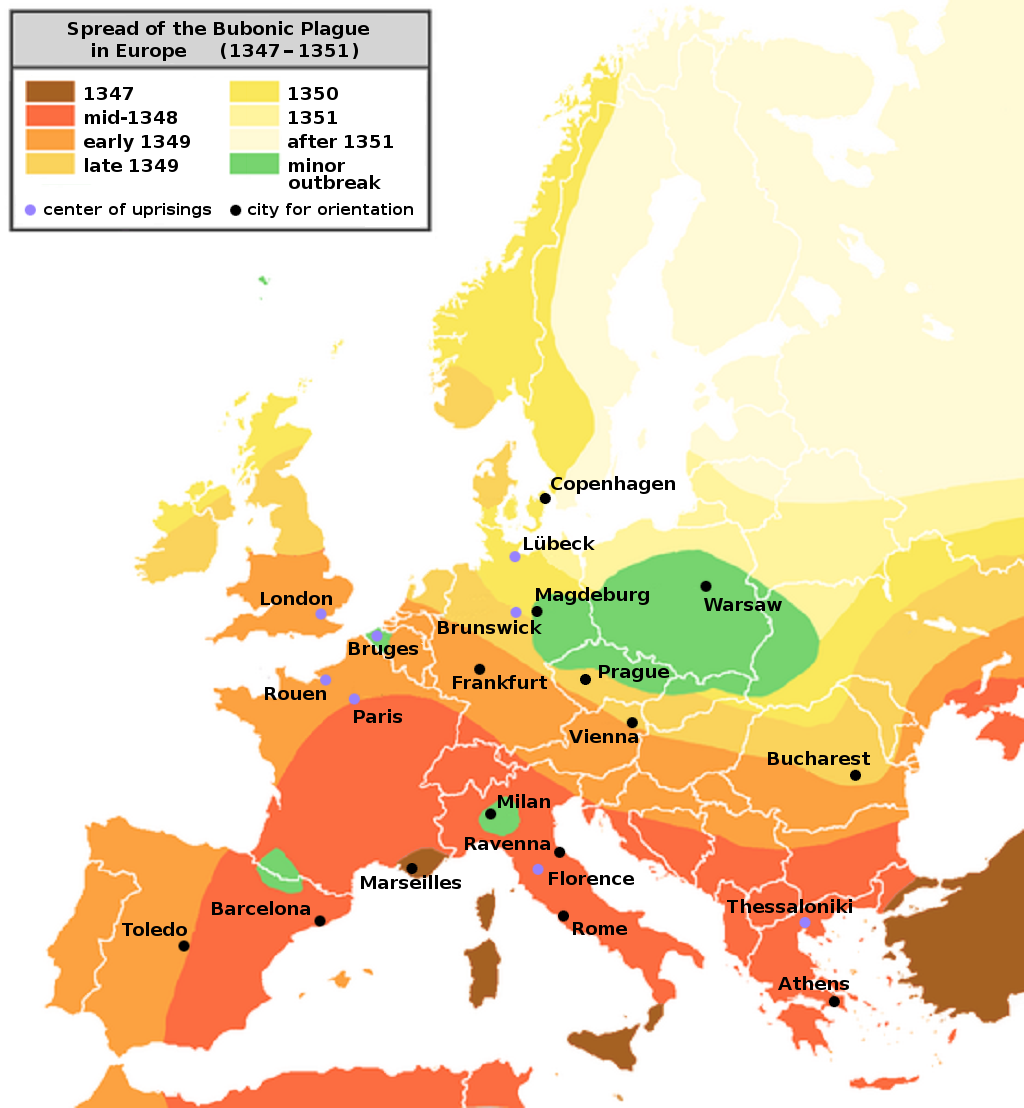
黑死病在欧洲的传播

鼠疫于1320年至1330年左右在中国大肆流行，刚刚传播到欧州时也在马穆鲁克王朝等伊斯兰世界中肆虐。蒙古帝国打通欧亚大陆、商业贸易逐渐繁盛之后，这种疾病于14世纪扩散到了整个欧洲。当时，威尼斯、热那亚、比萨等意大利北部的各个都市以南德意志的银、纺织品、斯拉夫人奴隶等换取亚洲的香辛料、丝织品、宝石等商品，从而获得财富。此时伊斯兰世界与欧洲的交易中心的，是连接印度洋、红海、地中海的埃及港口亚历山大港，而这里在当时为马穆鲁克王朝所统治。
1347年10月，鼠疫从中亚经克里米亚半岛传播到西西里岛并在转眼间向内陆扩散。据说，自君士坦丁堡出航的12艘桨帆船船队到达西西里岛港镇墨西拿就是其开端。至于其传播路径，目前的推测是：鼠疫杆菌寄生在藏在运送到欧洲的毛皮里的跳蚤上，跳蚤又感染黑鼠，随着船上的货物顺着海路沿途传播。鼠疫首先沿着当时的贸易路线，从热那亚和比萨、威尼斯、撒丁岛、科西嘉岛一路扩散到马赛。到了1348年，阿尔卑斯以北的欧洲大陆也未能幸免，到14世纪末为止，鼠疫出现了三次大流行与多次小流行，疯狂肆虐。虽然没有确切的统计数字，但根据推测，当时全世界总人口约有8,500万人，其中欧洲损失了约1/3到2/3的人口，共计2,000万到3,000万人左右；在英国及法国则有一半以上的人死于鼠疫，有些地区的死亡率甚至超过60%。
这场瘟疫到达欧洲数月之后，罗马教皇克雷芒六世从当时天主教会总部所在地阿维尼翁逃亡，但担任教皇侍医长的外科医生基·德·修里亚克则向他展示了留下的勇气。此外，腺鼠疫的典型症状——淋巴结肿块不仅给人类带来了痛苦，就连猫狗、鸟类、骆驼、狮子也深受其害。

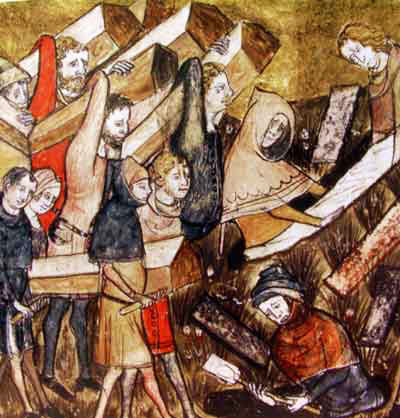
黑死病 ("The Chronicles of Gilles Li Muisis" (1272-1352). Bibliothèque royale de Belgique, MS 13076-77, f. 24v.)

此时，在这场鼠疫的流行中，犹太教徒的死亡人数较少，因而传出了犹太教徒在井水中投毒的种种谣言，使得犹太教徒在日内瓦等城市中成为了被迫害及虐杀的对象。虽然有一种说法认为，之所以犹太教徒的受害人数较少，是因为他们恪守戒律，生活比天主教徒更为卫生，但也有考证称事实上他们在犹太人居住区的生活也并非特别卫生。
黑死病给欧洲社会，特别是农奴制度(从领主的角度来看则是庄园制)带来了深远的影响。农村人口的剧减反而提高了农民相对于封建领主的地位。举例而言，英国为应对劳动者不足的问题，国王爱德华三世在1349年颁布勅令，规定了鼠疫流行之前农民的酬劳。除此之外，领主也开始减轻地租、认可农民所有地的买卖，努力改善农民的待遇。
另一方面，部分领主试图通过非经济的强制手段补充短缺的劳动力，并发动了封建反动。百年战争和鼠疫的流行造成了农村荒废、领主强化农奴制等现象的产生，这些因素又导致1358年法国东北部扎克雷起义的爆发；而1381年在英国发生的沃尔特·泰勒起义，则是为抵抗当时的封建反动而爆发的农民叛乱。
“黑死病”的政治、社会影响是多方面的。封建领主在英、法两国间的百年战争中没落，另一方面王权则不断膨胀，最终转变为了中央集权国家。失去了圣职者的教会也陷入混乱，人手不足导致酬劳剧增，席卷整个欧洲的战争也在此过程中逐渐平息。
另外，据说当时有许多人认为黑死病的蔓延是神所降下的责罚，为赎罪而鞭笞自己的身体并成为行者周游各地；医师之中也有人切开肿块，将毒蛇的肉作为药给予患者；此外，还有不少人建议用香草和酒精进行预防。为了获得免疫，甚至有人试图蹲在粪池中吸入恶臭。“Memento mori(牢记死亡)”的标语随处可见，还有人写就了《往生术》，教导人们应采取怎样的态度和行为才能顺利上天堂。黑死病的流行，也为以“死亡之舞”为首的绘画及文学作品的主题带去了巨大的影响。
文艺复兴早期著名的文学家乔万尼·薄伽丘于1349年至1353年间著就的《十日谈(Decameron)》中，针对鼠疫如此写道：
在我主降生后第一千三百四十八年，意大利的城市中最美丽的城市——就是那繁华的佛罗伦萨，发生了一场可怖的瘟疫。这场瘟疫不知道是受了天体的影响，还是威严的天主降于作恶多端的人类的惩罚；它最初发生在东方，不到几年工夫，死去的人已不计其数；而且眼看这场瘟疫不断地一处处蔓延开去，后来竟不幸传播到了西方。
《十日谈》以10名富裕的男女佛罗伦萨市民逃到郊外躲避鼠疫，在10天内以每天讲一个故事的设定写就，是一部富于社交、机智、幽默、爱情元素的人文主义杰作，但其背景却是出自对鼠疫之恐怖的心理性逃避。此外，佛罗伦萨诗人、人文主义者彼特拉克所思慕的少女劳拉亦是死于鼠疫。
师从前述的麦克尼尔的约翰·凯利认为，在黑死病的扩散中起到重要作用的，是13世纪蒙古人在亚欧大陆上建起的巨大帝国(蒙古帝国)，驿站制度等通信网的进一步发达扩大了贸易及旅行的范围，而这正是黑死病扩散的起因。
14世纪的黑死病在今日被认为是腺鼠疫，由以老鼠为媒介的鼠疫杆菌所引起，但利物浦大学的克里斯托夫·邓肯(动物学)及苏珊·斯科特(社会历史学)在详细调查研究了天主教会的记录、遗言及当时的日记等文献之后，于2004年合著《黑死病的重生》("Return of the Black Death")，提出了黑死病并非腺鼠疫，而可能是由动物传染病所导致出血热，引起了一定的反响。不过，凯利以DNA鉴定的结果为依据否定了邓肯等人的见解，作出了黑死病就是鼠疫大流行的结论。

### 16-17世纪鼠疫的流行

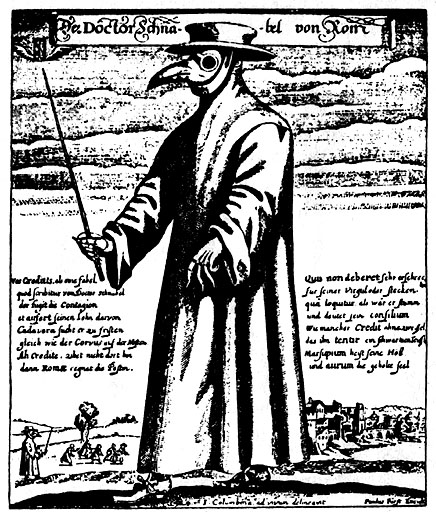
Der Doktor Schnabel von Rom(为躲避瘟疫而戴上防毒面具的医生，Paul Fürst作 1656年)

之后，鼠疫也曾多次流行，而17世纪与14世纪同样，欧洲气候由于小冰期而寒冷化，鼠疫再次大流行并造成饥荒，以英荷战争、三十年战争为首的战乱频发，使得人口数量剧减，因而此时期被称为“危机时代”。另一方面，中国历史地理学家曹树基也称，16世纪至17世纪间，明末清初时期的华北共计有约1,000万人死于鼠疫，人口数量出现了巨大的变化。
在鼠疫杆菌的存在尚未被认识的时代，每当出现大流行，其原因都会被归咎于某些特定人物，出现猎巫行为，尤其是将犹太教徒作为代罪羔羊进行迫害的事件频繁发生。1665年，在经过清教徒革命后复辟皇权的伦敦所流行的鼠疫共造成了约7万人死亡，后来写就《鲁滨逊漂流记》而成名的丹尼尔·笛福也出版《大疫年纪事》("A Journal of the Plague Year", 1722年)详细描写了当时的情况。

### 19世纪末以来的鼠疫
至今为止，鼠疫在世界上曾有过3次大流行。第1次始于6世纪的“查士丁尼鼠疫”并持续到8世纪末；第2次从“黑死病”猖獗的14世纪直到17世纪末，而在奥斯曼帝国甚至持续到了19世纪中期左右。而第3次，则是从19世纪末到现在。
19世纪末，发端于中国的鼠疫扩散到了全世界。这场疫情起源于1855年肆虐于云南省的腺鼠疫，1894年经由在香港的大流行而扩散到全世界。师从罗伯特·科赫的北里柴三郎被日本政府派遣到香港进行调查，随后与他人共同发现了腺鼠疫的病原菌。同年的几乎同一时间，活跃在瑞士及法国的医生、同时也是巴斯德研究院细菌学家的亚历山大·耶尔辛也发现了鼠疫杆菌，并确定了其与鼠疫的关系。就此，鼠疫的原因首次得到确认。

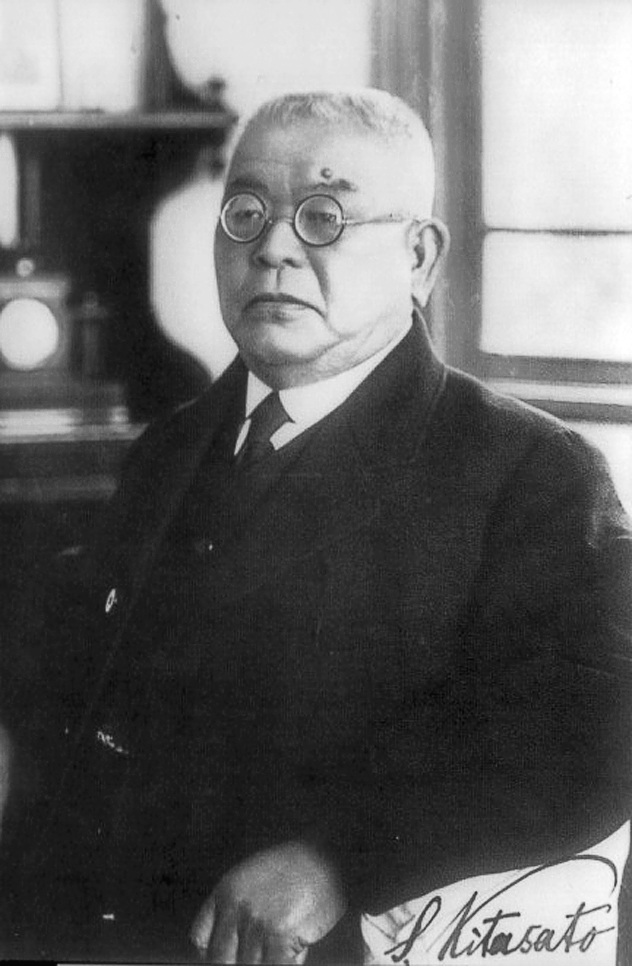
北里柴三郎

此后，北里耗费毕生精力确立了以抗血清治疗腺鼠疫的方法，但出血热则至今未有有效的治疗方法。
此时，爆发于中国的腺鼠疫在20世纪初，经由台湾、日本、夏威夷群岛进一步扩散到了美利坚合众国、东南亚及南亚各地。鼠疫的世界性扩散所投射出的背景，是殖民主义的展开所带来的交通体系的发达化及商品流通的活性化，以及人口的迁移所造成的各地联系的不断紧密化等等。另一方面，感染症状的有无也催生出了“洁净”与“不洁”的观念，此观念日渐普及，从而发生了针对中国人的检疫及入境限制等等。1902年，东京、横滨也发生了鼠疫，因而政府出台了以5钱(后改为3钱)收购1只老鼠的措施，清除作为传染媒介的老鼠。横滨市内收购老鼠的事务由市政府卫生科、卫生组合事务所、警察局、巡逻派出所等所管辖，根据国民报的资料，截至1905年3月，用于收购老鼠的总金额就突破了4万日元。
从1910年到下一年1911年，清朝末期的滿洲爆发了肺鼠疫。俄罗斯帝国与日本企图以防治鼠疫为借口进一步打开满洲的大门，但清政府于1911年在奉天召开了奉天国际鼠疫会议，除日俄之外，还邀请了美利坚合众国、墨西哥、英国、德意志帝国、法国、意大利、荷兰、奥匈帝国等众多外国代表参会，降低了日俄两国的影响力。这也是在帝国主义下将传染病及其防治政治化的典型案例。
在鼠疫的第3次流行中，最大的受害国是印度。据说在第二次世界大战之前，印度的死亡人数就达到了1,200万人以上。此外，1994年印度又发生了鼠疫，并一度引起恐慌。日本则是在明治之后受外国侵略而导致了鼠疫的第一次流行。二战之后疫情虽然暂时平复，但在1960年代的越南，也曾出现一年死亡1万人的情况。越南战争导致的社会秩序混乱是促使传染病蔓延的典型例子。
另外，阿尔贝·加缪在1947年发表了以被鼠疫袭击的阿尔及利亚奥兰市为舞台的小说《鼠疫》。

## 麻风病
历史上曾被称为“癞病”的麻风病是由麻风杆菌所引起的传染病。该病传染性较弱，病情的加重也较为缓慢，会侵袭皮肤及末梢神经。除了皮肤上会出现白色斑点之外，患部还会产生变形。由于该病会导致脸部变形、手指缺损等症状，因此虽然传染性不强、致死率也较低，但在世界史上还是给人类带来了恐怖。
《新约圣经》中记载了耶穌基督接触麻风病患者并将其治愈的奇迹，描述了耶穌无条件的爱(Agape)。在日本则流传着光明皇后设置医疗设施“施药院”，每年令各国收购草药，致力于预防麻风病的传说。

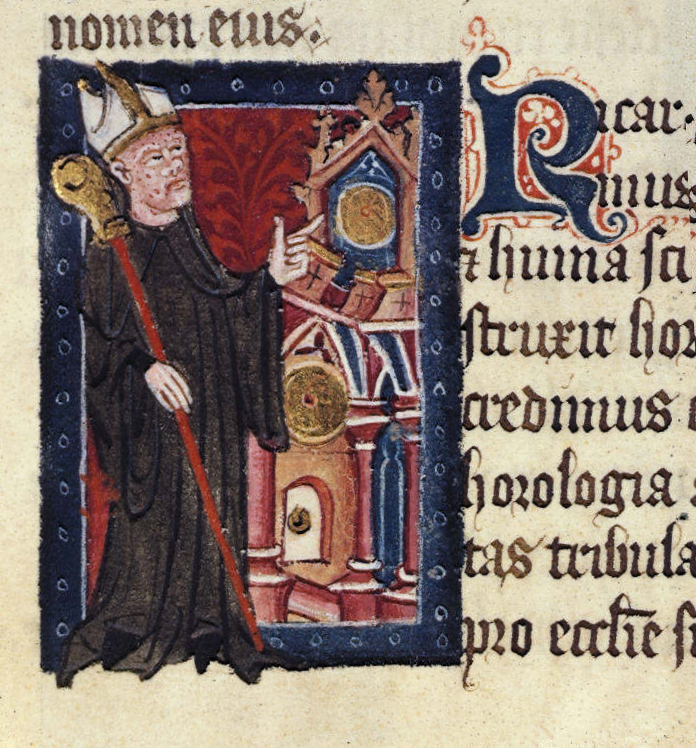
罹患麻风病的Richard of Wallingford (1292–1336)

13世纪，该病在欧洲的流行达到了颠峰，各地都建立起了隔离设施。
公元300年左右，罗马教会为救济患者，取拉撒路之意建立了名为“拉撒雷特(音译)”的设施，开始收容并救济患者。此后，拉撒雷特随着日尔曼民族大迁徙等活动而遍布于欧洲世界。在中世纪欧洲，麻风病被称为“米泽尔·兹伏特”(贫穷而不幸的病)。虽然教会在许多地方设置了“麻风院”，但在法兰克帝国查理大帝的勅令下，也开始实施起了强制隔离政策。此外，当时罗马教会也常常依照旧约圣经实施严格的“死之弥撒”及“拟似葬礼”等仪式。

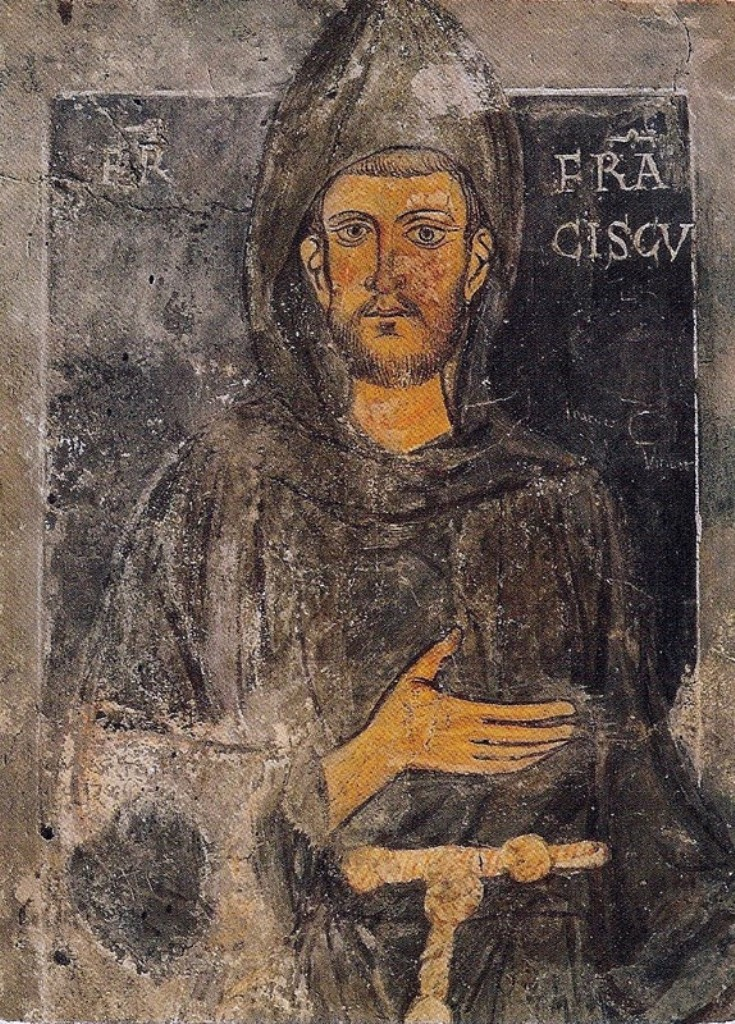
亞西西的方濟各(1181・82-1226)
据说是他生前的肖像

另一方面，1209年组建的方济各会在阿西西建起了“麻风村”。在那里，以共同自治为目标，依照圣经的精神进行着救济。十字军东征的过程中，为照顾罹患麻风病的士兵而在巴勒斯坦组建起了圣拉泽罗骑士团，并在耶路撒冷的麻风院救治患者。此外，以英明杰出而闻名的耶路撒冷王国国王鲍德温四世也是一位麻风病患者。
在古代和中世纪的日本，这种疾病被认为是神谴而导致的霉气，并有将发病者列入非人身份的不成文规定。因此，城市里的重症患者会被送进各地的悲田院及京都的北山十八间户、镰仓的极乐寺等致力于“救济非人”的忍性僧人所开设的设施里。战国武将大谷吉继是有名的麻风病患者之一，他用白色头巾包覆脸面上战场的事绩广为人知。此外，吉继因感激石田三成在茶会上对待自己的态度而决意在關原之戰中协助三成的轶事也脍炙人口。
到了江户时代，亲人常常会让发病的患者前往四国八十八箇所或熊本的加藤清正公祠等灵场去朝圣。因此，有许多患者在这些地方乞讨定居。旅费用尽时就会被集团所驱逐，一边乞讨一边在附近的灵场朝圣直至死亡，或是与其他患者共同结成集落，以行乞维生。有时，他们可以与贫民共同生活，这时就会少受到一些歧视。以横滨为首的乞食谷户就是其中一个例子。此外，各地还有一种迷信认为，带上患者就能常常捕到鲔鱼，因此也有不少患者被带着从事渔业。
在明治维新结束、进入近现代之后，为了解决患者聚居在寺院周边的情况而建立起了以疗养所进行隔离的制度，其中更滋生了以“治疗”为名、以另一种方式持续到近代的对患者的迫害。在明确了此传染病的感染性较弱、治疗方法得到确立，甚至是患者已经痊愈、只是还残留有身体的变形等后遗症时，对患者的强制隔离政策等非人道的人权侵害也还在继续。2002年，小泉纯一郎首相为此正式道歉，承认了国家在治疗方法确立之后仍然进行强制隔离之事上负有责任，也最终达成了与原患者的和解。不过，时至今日，人们依然缺乏此疾病的正确知识，还有许多人为后遗症所带来的歧视所苦。

## 哥伦布大交换与梅毒
哥伦布大交换(Columbian Exchange)一词，特指1492年后所发生的东半球与西半球间、包括植物、动物、食物、奴隶在内的大范围交换活动，其名来源于1492年克里斯托弗·哥伦布“发现”新大陆的史实。其结果，玉米和土豆成为了18世纪欧亚大陆举足轻重的农作物，花生和木薯则被引进东南亚和西非，是世界生态、农业、文化史上的一件大事。然而，在这场大交换中，许多传染病也得到了交换。

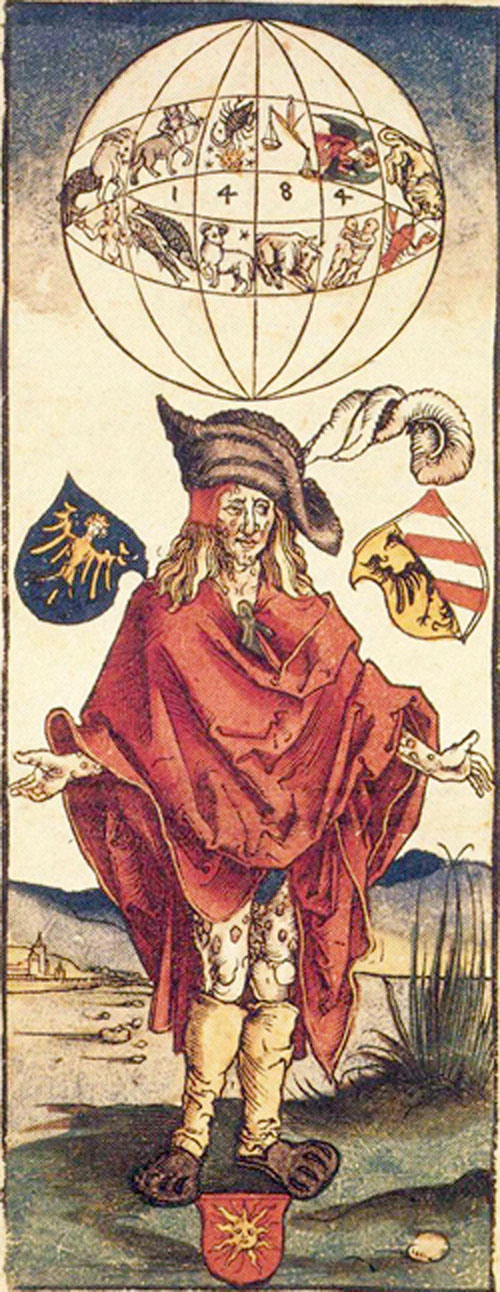
1498年的医疗插图
梅毒的原因被认为与占星术有关

这也就是说，霍乱、流行性感冒、疟疾、麻疹、鼠疫、猩红热、昏睡病(非洲锥虫病)、天花、结核、伤寒、黄热病等疾病从亚欧和非洲被带到了美洲大陆。
对这些传染病没有免疫力的原住民因此而骤减。以西班牙和葡萄牙为首，众多来自欧洲各地的殖民者远渡美洲大陆，但西班牙王室将支配原住民的权利赋予了殖民者，按照征服者及移民者的功绩和身份分配给他们一定数量的印第安人供他们奴役一段时间，以此为条件课以他们保护原住民并使其改信天主教的义务。这就是所谓的监护征赋制。
不久之后，殖民者驱使原住民(印第安人)在矿山中掘出了金银，并开始在加勒比海域种植甘蔗。这一切都并非为了当地人，而是为满足欧洲大陆的需求而生产的。原住民因恶劣的劳动条件及传染病而剧减，出现了严重的劳动力短缺状况。为补充缺乏的劳动力，欧洲人到非洲大陆寻求黑人奴隶的奴隶贸易便应运而生。此时，连结西欧、西非、南北美大陆的人与货物的贸易连锁，即所谓三角贸易正式确立，在围绕大西洋的4块大陆间形成了被称为大西洋经济的世界体系。
另一方面，美洲大陆上的查加斯病、梅毒、莓状血管肿、黄热(American strains)等传染病也被带到了旧大陆。
一种普遍观点认为，梅毒原本是海地的地方疾病，因哥伦布一行与当地女性发生性行为而被带回欧洲。瓦斯科·达伽马一行在1498年左右将这种疾病带到印度，日本则据说是在1512年由倭寇传入。徳川家康的二儿子结城秀康也罹患有梅毒。该病在日本本土传开之前曾在冲绳有过大流行，花柳界中的情况尤其严重，而该病自古以来多为此道中人所患，患者乃是古人，因而“古血”成为了冲绳方言中表示梅毒的词语。此外，16世纪的意大利战争将诸多欧洲国家卷入其中，梅毒也因此扩散到欧洲各地，因而也常被称为“那不勒斯病”。
“哥伦布大交换”是美利坚合众国历史学家阿尔弗雷德·克罗斯比所提出的用语。如上所述，该大交换包括了欧洲与美洲大陆之间流行病学条件的同化，而法国年鉴学派历史学家埃马钮埃尔·勒华拉杜里则将此解释为“细菌所带来的世界统一”。
欧洲疫病在新大陆上肆虐的最为严重的例子，是1545年到1548年间发生在墨西哥(新西班牙总督辖区)内的传染病，据说当时墨西哥中部原住民(印第安人)的死亡率约有8成。经过估算，墨西哥被征服一个世纪之后，其原住民数量据说只剩下被征服前的3%。
关于梅毒的治疗，以提倡化学疗法的德国科学家保罗·埃尔利希及在他的研究所内负责药学实验的日本医学家秦佐八郎于1910年所发现的有机砷化合物——洒爾佛散最为著名，这是世界上第一种由合成物质制成的化学疗法治剂。洒尔佛散的发现也促使了之后的盘尼西林(1929年)和磺胺类药物(1935年)等抗生素的发现。

## 麻疹

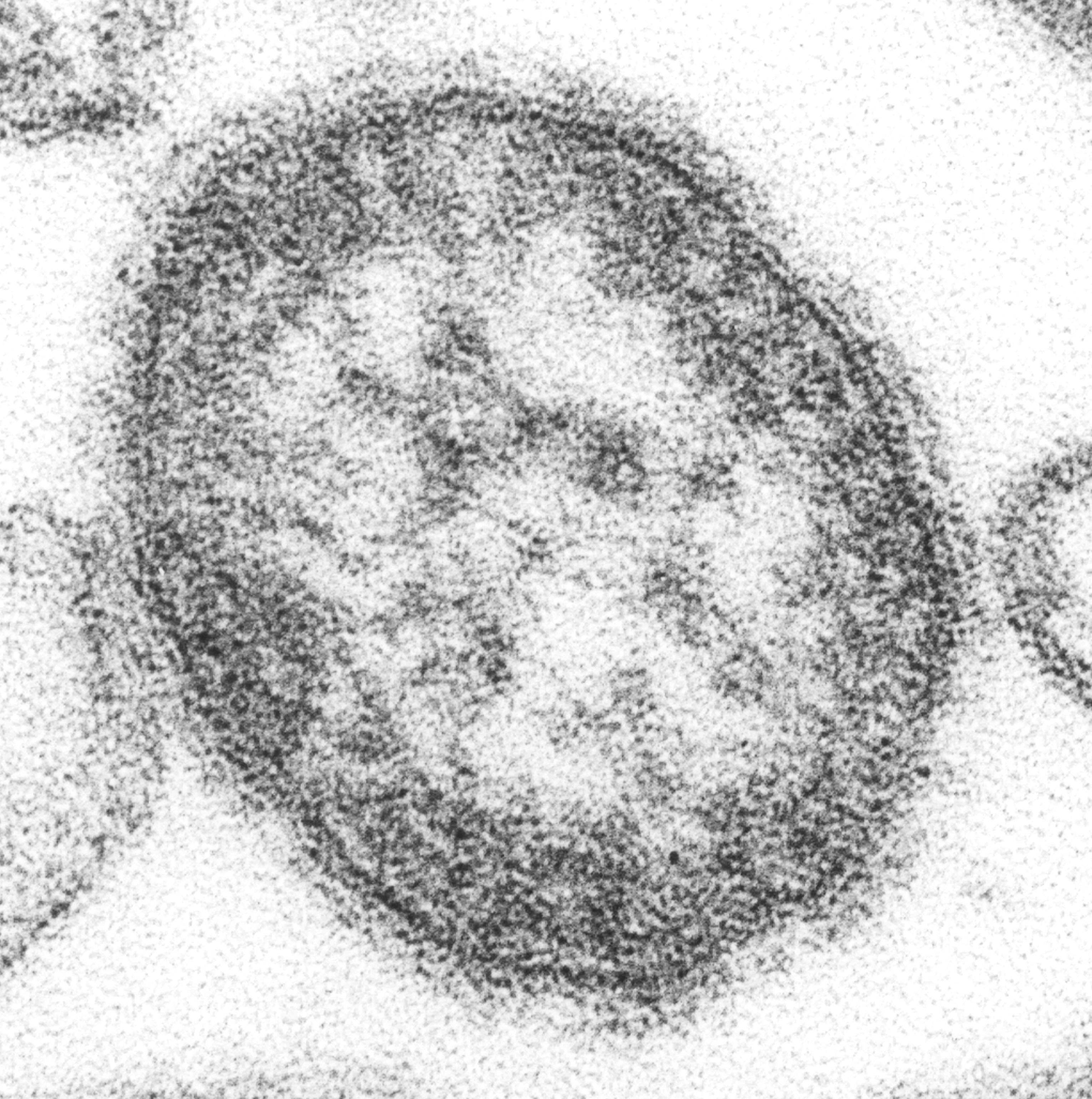
麻疹病毒

俗称麻疹，由麻疹病毒感染所致。伴有高烧、咳嗽、鼻水、全身红疹等症状，口中会出现名为科氏斑的白色斑点。日本对此种疾病认知已久，屡屡出现在平安时代以后的文献中的“赤痘”就被认为是麻疹。年号从正历改为长德的公元995年(正历6年、长德元年)，麻疹升级为全国性传染病并在首都爆发，造成众多贵族死亡，导致政治混乱。
全国各地都有与麻疹相关的民间信仰流传。根据富山县高冈市的传说，一旦麻疹流行，就必须得到印有九纹龙爪印的纸，写上“九纹龙宅”四字贴于门口以驱病。此外还传说一天内在分布于神奈川县横滨市、大和市、藤泽市的鲭神社(也称左马神社、佐婆神社)进行“七鲭巡”就可驱除麻疹及百日咳之疾，爱知县和三重县则流传着将鲍鱼壳挂在门口驱除麻疹的风俗。对于江户时代的平民而言，传染病比地震和火灾更加可怕，痘(天花)、麻疹和水痘是当时俗称的“三病”，人人闻之胆寒。
目前，致力于根除麻疹的世界卫生组织(WHO)点名中国及日本为两大问题国家。进入21世纪以来，日本还是每隔数年就能发现一起麻疹的集体感染。虽然日本针对后文所述的脊髓灰质炎大力普及了应对措施，几乎将其根除，可以说得上是世界的楷模，但在防治麻疹的问题上，从世界角度看来还尚待改进。

## 天花

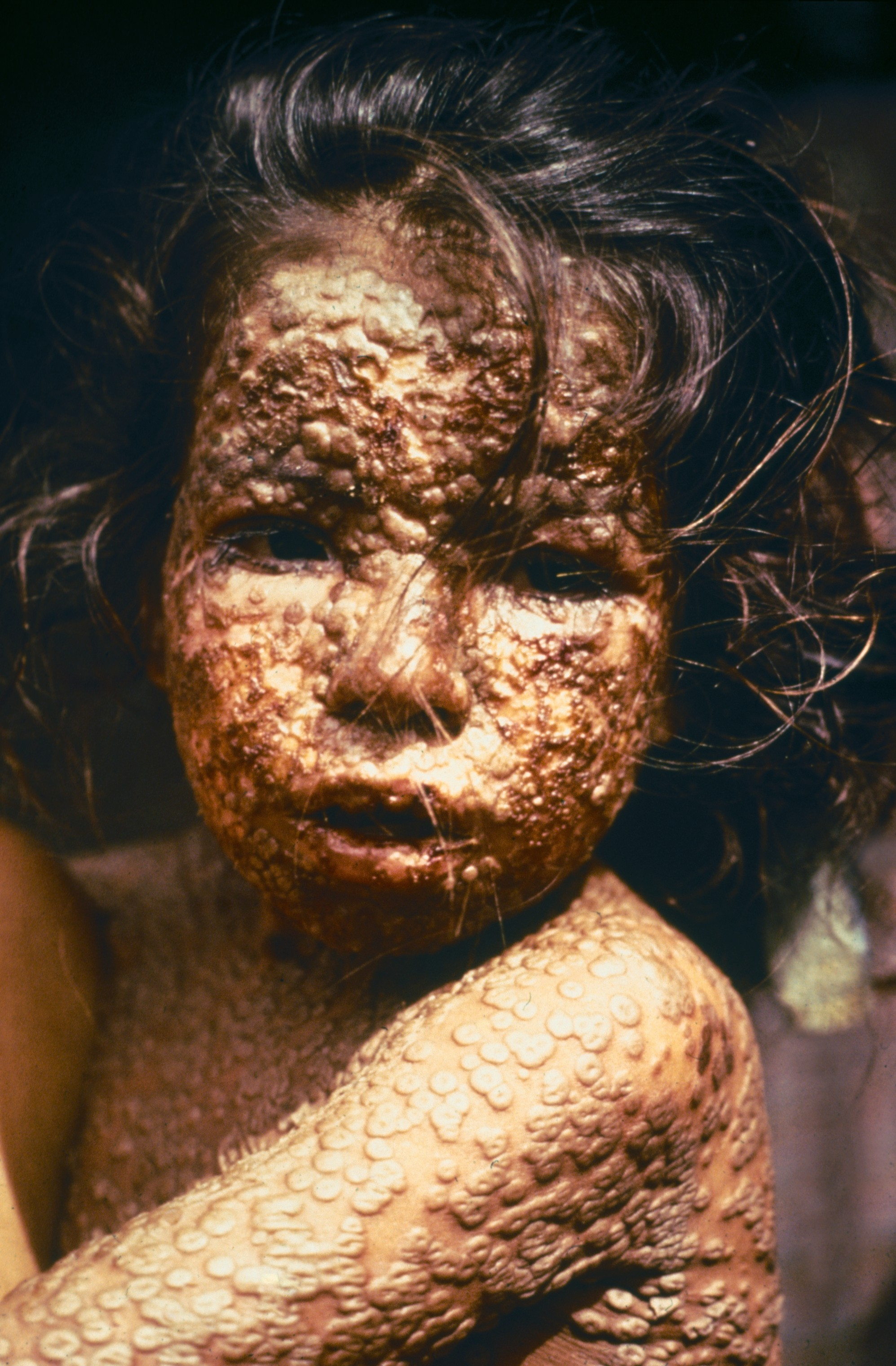
感染天花的孩子(1975年、孟加拉国)

天花有着史无前例的高死亡率，即使在治愈之后也会留下痘疤，因而被认为是世界上代表性的不治之症及恶魔疾病。它也称为痘疮，症状有病毒所引起的高烧、呕吐、腰痛，并会全身出疹。早在1万年前，它似乎就已是人类的疾病。
现已确认的因天花而死亡的最早的患者是古埃及第二十王朝的法老拉美西斯五世，其木乃伊的头部可见天花的痘疱。普遍认为他死于公元前1157年。
在165年安息远征途中的罗马军队内爆发、并于之后在罗马帝国内流行开来的传染病如今被认为是天花，这场疫病使得罗马陷入了进一步兵力不足的境地，也是其国力衰弱的原因之一。
自4世纪以来，天花便流行于亚洲各地。在詹纳(见后文)尝试种痘(牛痘)法之前，中国就已经普及了利用出疹的痂皮的人痘法。
16世纪，在西班牙侵略美洲大陆时，将病毒带到了美洲，在采取奴隶劳动时招致了令原住民人口剧减的不幸事态。根据W.H.麦克尼尔的记述，荷南·科尔蒂斯在1521年以不足600人的部下军事占领了拥有数百万人民的阿茲特克王国，而他之所以还能进行文化和精神的征服，是因为科尔蒂斯一行将天花病毒带进阿茲特克王国，使其在首都横行肆虐所致。1533年弗朗西斯科·皮萨罗征服印加帝国，也是因为在那之前天花从中非蔓延到帝国内目前为哥伦比亚境内的地区，造成了大量死亡，损失了60%～94%的人口所致。虽然两大帝国是由于没有马匹、铁器、火砲而陷入了军事上的败北，但在此之前天花的极度肆虐所造成的帝国的战斗力丧失才是最大的原因。
17世纪上半叶，天花在北美洲东部的印第安人中流行开来。此外，在18世纪的法国及印第安人战争中，英国军队曾将天花病毒作为歼灭印第安人的生化武器。不仅如此，在美国独立战争中，虽然美军曾将英军追逼到加拿大，一度导致加拿大沦为合众国领土，但据说当时美军内部有天花流行。还有，据说沃尔夫冈·阿马德乌斯·莫扎特也在11岁时感染过天花，身上还留有不少痘疤。

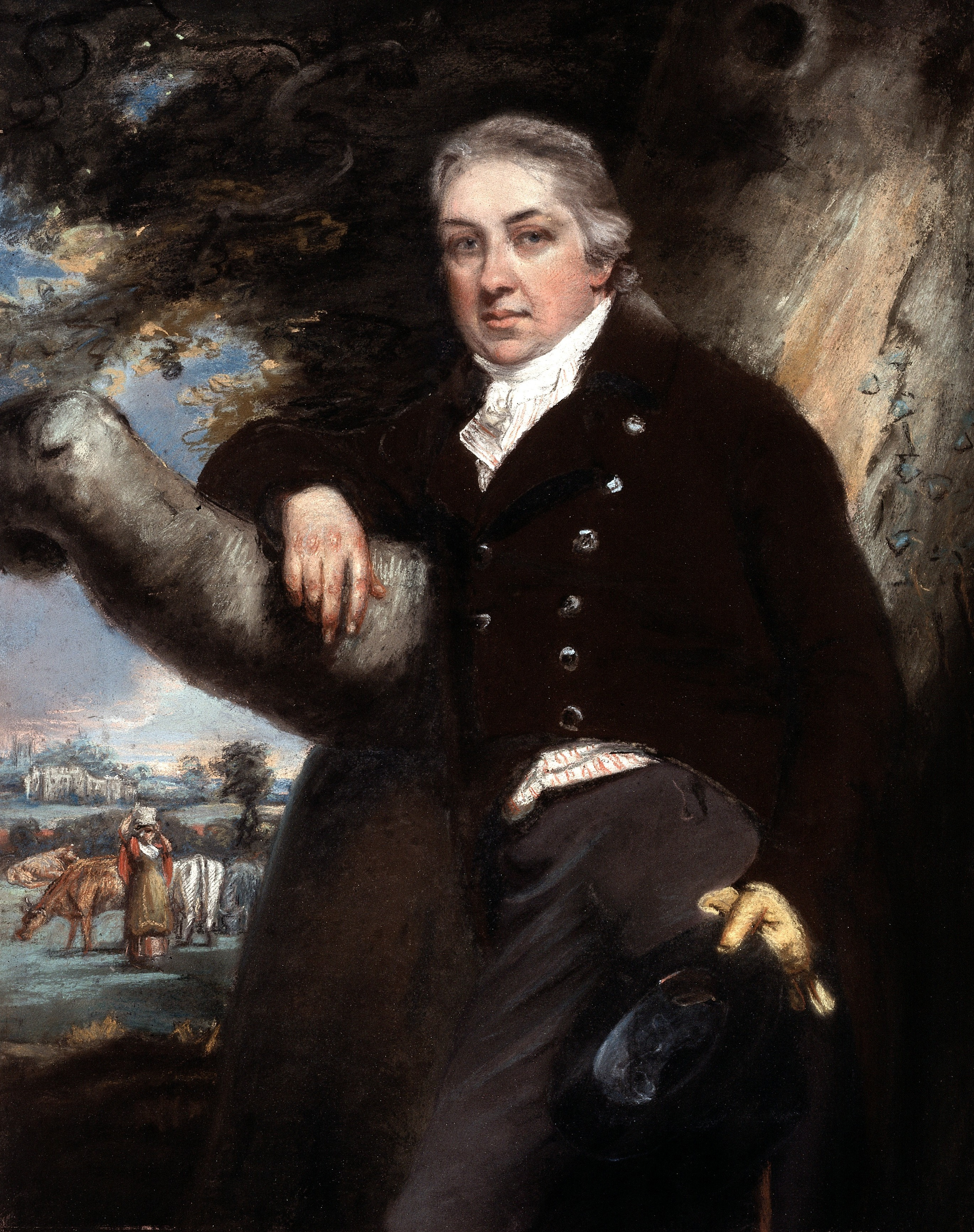
确立种痘法的詹纳(1749-1823)

1721年，在奥斯曼帝国兴盛开来的土耳其人痘接种法传到欧洲，但这种方法也伴随着天花发病的危险。1798年，亲身经历过人痘接种的英国医生爱德华·詹纳听农妇说到患过牛痘的人也就不会患上人痘，于是发明了种痘法，并给一位8岁的少年接种了牛痘。这是世界上最早的预防接种，也是一种人体实验。此后随着种痘法的普及，天花迅速得到控制，而苏联独裁者斯大林脸上的清晰的痘疤也被认为是天花的后遗症。
1958年，世界卫生组织(WHO)在全体大会上通过了“全球天花根除计划”并开始执行。1970年该疾病在西非全土绝迹，翌年1971年中非和南美也得到了根除。1975年，孟加拉国的一位3岁女童成为亚洲最后的患者，天花流行地只剩下埃塞俄比亚及索马里。1977年，在索马里的青年患者被治癒后，再也没有出现天花患者的报告。三年之后，WHO在1980年5月8日宣布天花从此绝迹。目前，天花病毒被严密保管在美国及俄罗斯的生物安全等级4的设施内。天花是唯一一种被人类所根除的传染病。

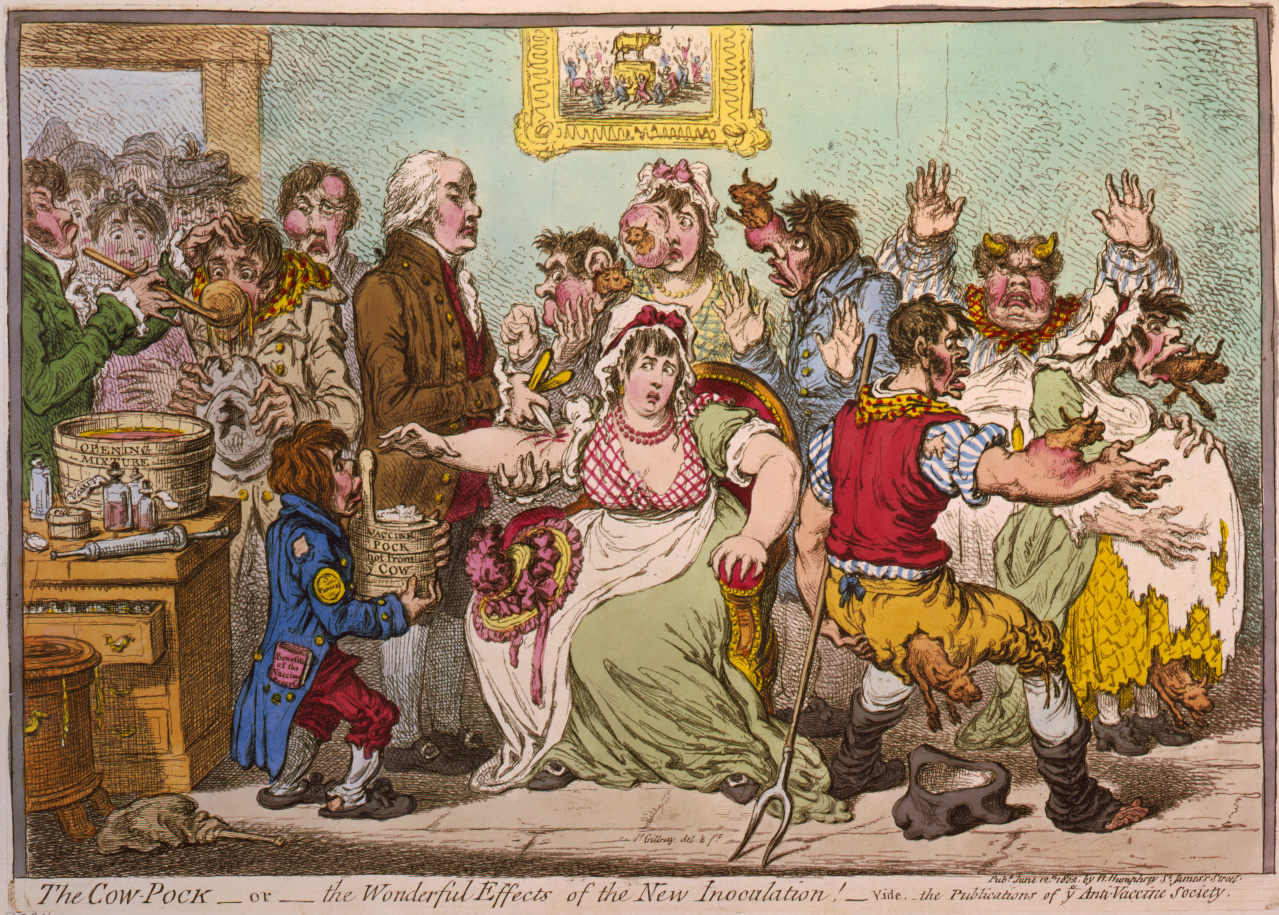
詹纳的种痘
人们对接种牛痘有所抵触，普及花费了一定的时间

日本过去也曾定期爆发天花疫情。天平年间，被认为是由遣唐使、遣新罗使所带来的天花以西日本为中心大肆流行，737年(天平9年)，负责掌管平城京政权的藤原四兄弟相继死去。圣武天皇建造东大寺大佛，也是建立在与饥荒、政局混乱相当的瘟疫流行的背景之下。摄关政治兴盛的994年也发生了天花大流行，藤原道长的兄长藤原道隆、藤原道兼据说也都是死于天花。此外，位于京都市百万遍的净土宗知恩寺(左京区田中门前町)在京都天花肆虐的1331年(元弘元年)，于后醍醐天皇的勅令下进行百万遍念佛、治疗疫病，因而获赐“百万遍”的寺号。
此后，为天花所苦的历史著名人物也屡见不鲜。以“独眼龙”的外号而为人所知的奥州战国大名——伊达政宗也是因幼年时期染上天花而右眼失明。儒学者安井息轩、因《米百俵》的故事而闻名的小林虎三郎也被天花夺去了一只眼睛。16世纪前来日本传教的耶稣会传教士路易斯·弗洛伊斯指出，日本的全盲者多于欧洲，但后天失明者大部分都被认为是天花所致。不仅如此，人们还热衷于绘制源为朝的画像以驱除天花，并将这种画称为“疱疮绘”(赤绘)。这是因为，人们相信八丈岛之所以没有疱疮(天花)流行，是因为流落到该岛的为朝拥有镇住疱疮神的力量。
此外，源实朝、丰臣秀赖、吉田松阴、夏目漱石脸部都留下了疤痕，上田秋成双手的部分手指无法长大，从而造成了小指更为短小的残疾。孝明天皇的猝死对幕末的政局造成了巨大的冲击，而在记录中，他的死也是由于天花所致。据说天皇厌恶当时已经相当普及的种痘法，因而对天花没有抵抗力，但也有人坚称他死于暗杀。兰学者绪方洪庵幼年时也曾感染天花，并在此后为普及种痘法贡献了心力。最终，江户幕府设立了直属的种痘所，也就是后来的东京帝国大学医学部的前身。在1955年最后一位患者治癒之后，天花在日本绝迹。

## 黃熱病
黃熱病在19世紀以前，被視為最危險的疾病之一。這個疾病，也曾在歐洲、美洲和非洲爆發過大流行。現在黃熱病每年感染約20萬人，並造成3萬人死亡。

## 霍乱

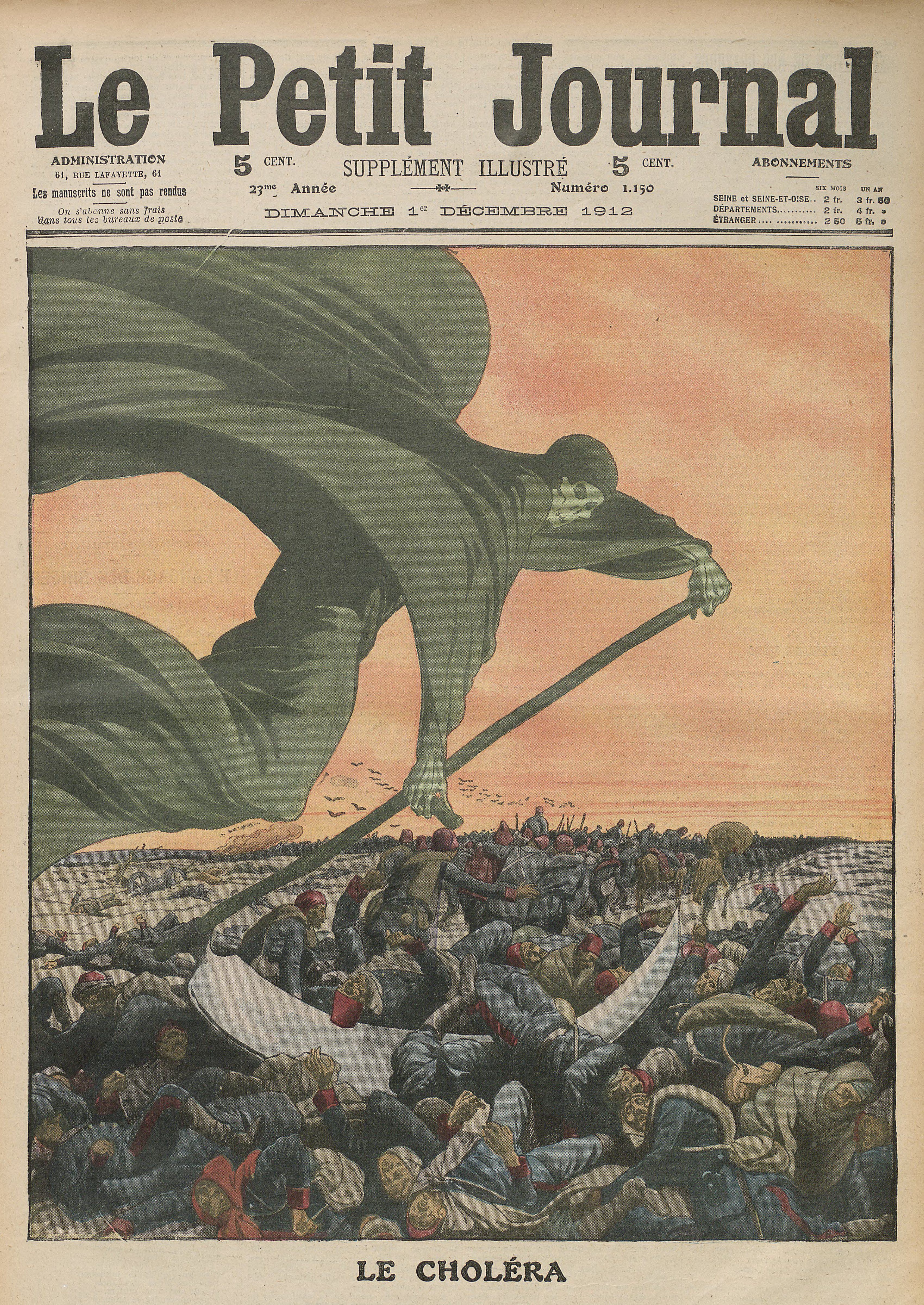
霍乱被描绘成残忍的死神
("Le Petit Journal",1912.12)

霍乱是由霍乱弧菌所导致的传染病，可造成突发性高烧、呕吐、腹泻、脱水症状，感染性极强，此前曾发生过7次世界性流行(霍乱疫情)，自2006年以来的第7次流行现在也仍在持续中。现存最古老的霍乱记录发生于公元前300年左右。其后7世纪的中国、17世纪的爪哇也留有被认为是霍乱的恶性瘟疫记录，而世界性的大流行则始于1817年。
目前普遍认为霍乱的发源地在恒河下游的印度孟加拉地区及其与孟加拉国交界的地带。1817年在加尔各答爆发的霍乱蔓延到整个亚洲以及非洲，一直持续到了1823年。其中一部分波及到日本，并在后来被称为“文政霍乱”。虽然并不清楚是经由朝鲜半岛还是经由琉球传入，但疫情从九州地区向东扩散，一直蔓延到了东海地区。当时箱根以东地区未受感染，因而江户没有受害。
1826年到1837年间的大流行不仅祸及亚洲、非洲，还扩散到了欧洲及南北美洲，规模达到了世界级。此后，从1840年到1860年、1863年到1879年、1881年到1896年、1899年到1923年，共计爆发了6次亚洲型霍乱的大流行。这些大流行所折射出的背景，是工业革命所带来的蒸汽机车、蒸汽船等交通手段的飞越以及以印度殖民地化为首的世界各地经济、政治相互结合的深化。话虽如此，在如此短的时间内由一种“地方性疾病”一举扩散为“世界性流行病”、成为全人类共同疾病的例子也相当罕见。
1831年，德国哲学家格奥尔格·威廉·弗里德里希·黑格尔因霍乱在柏林逝世，1832年霍乱在巴黎流行时，以铁腕著称的政治家——法国总理卡西米尔·皮埃尔·佩里埃也未能幸免。当时，巴黎每天有数百人患病，有时一天的感染人数甚至超过千人。不仅如此，死亡率也居高不下，据说每天都有800人死亡。
1832年4月，在霍乱感染人数开始增加的巴黎出现了有人投毒的传言，被认为是投毒者的人受到了民众的残暴迫害。在这次事件中，有数人被杀。在霍乱流行的1830年代，毒杀的谣言流传到欧洲的各个角落，其中甚至有医生受到怀疑而惨遭杀害。
在伦敦和巴黎，疾病都是沿着道路和下水道扩散，贫民窟的受害情况尤其严重。19世纪前半叶的霍乱流行正是19世纪初以来城市化急速推进的时期，欧洲每个大城市的卫生环境都相当糟糕。霍乱的猖獗让许多人痛切地感受到传染病不仅是“人类疾病”，更是“社会疾病”，因而从中诞生了研究社会健康的公共卫生学以及包括上下水道的整备及拓宽道路等内容的现代城市工学等新的学科领域。

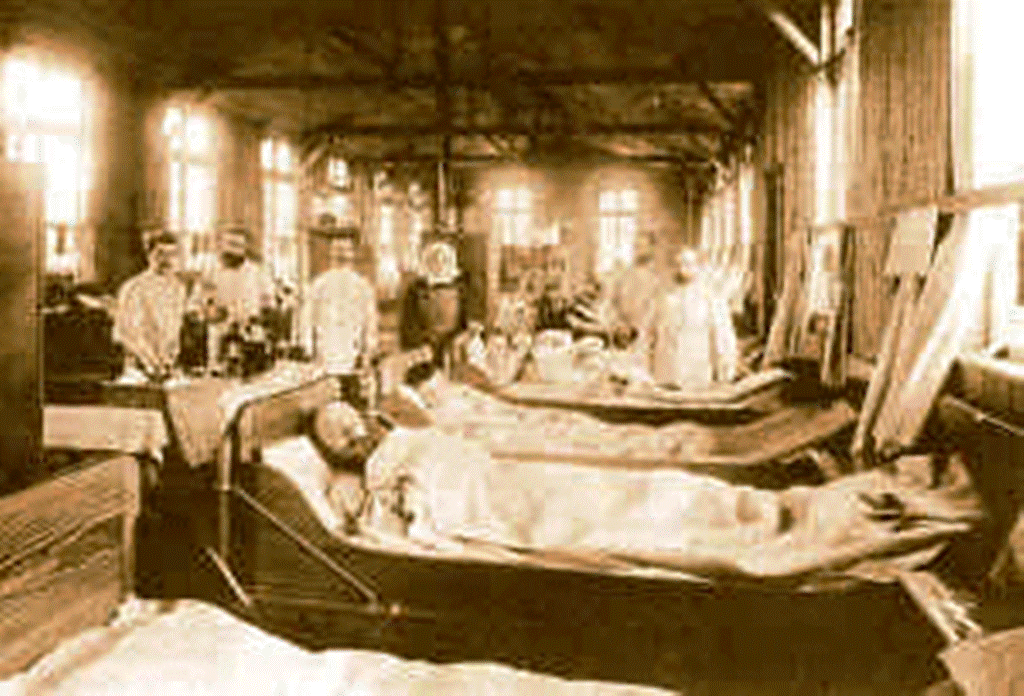
霍乱病房(1892年、汉堡)

日本虽然躲过了第二次世界性流行，但第三次流行时却未能幸免，从缔结安政条约的1858年起，经历了历时3年的全国性大流行。这也就是所谓的“安政霍乱”，根据非正式的统计数字，据说仅在江户就有10万人死亡。当时，霍乱的爆发始于长崎，在江户大肆流行，并扩散到箱馆。当时认为芳香酸和芥菜是较为有效的治疗方法。文久2年(1862年)，残留下来的霍乱弧菌再次引发大流行，造成了56万名患者，江户则有73000人死亡。此后，进入明治年间，每隔两年三就会爆发感染者达万人以上的疫情，1879年、1886年的死亡人数都在10万左右。
另外，日本在最初发生“文政霍乱”时并没有明确的名称，与其他瘟疫的区别并不明了，但在疫情的晚期由荷兰商人传入了“霍乱”的病名，后来又讹传成了“虎列刺”“虎狼狸”等并流传开来。由于霍乱具有此前的疫病所没有的高死亡率及剧烈症状，因此也被称为“铁炮”“见急”“三日乱”等。

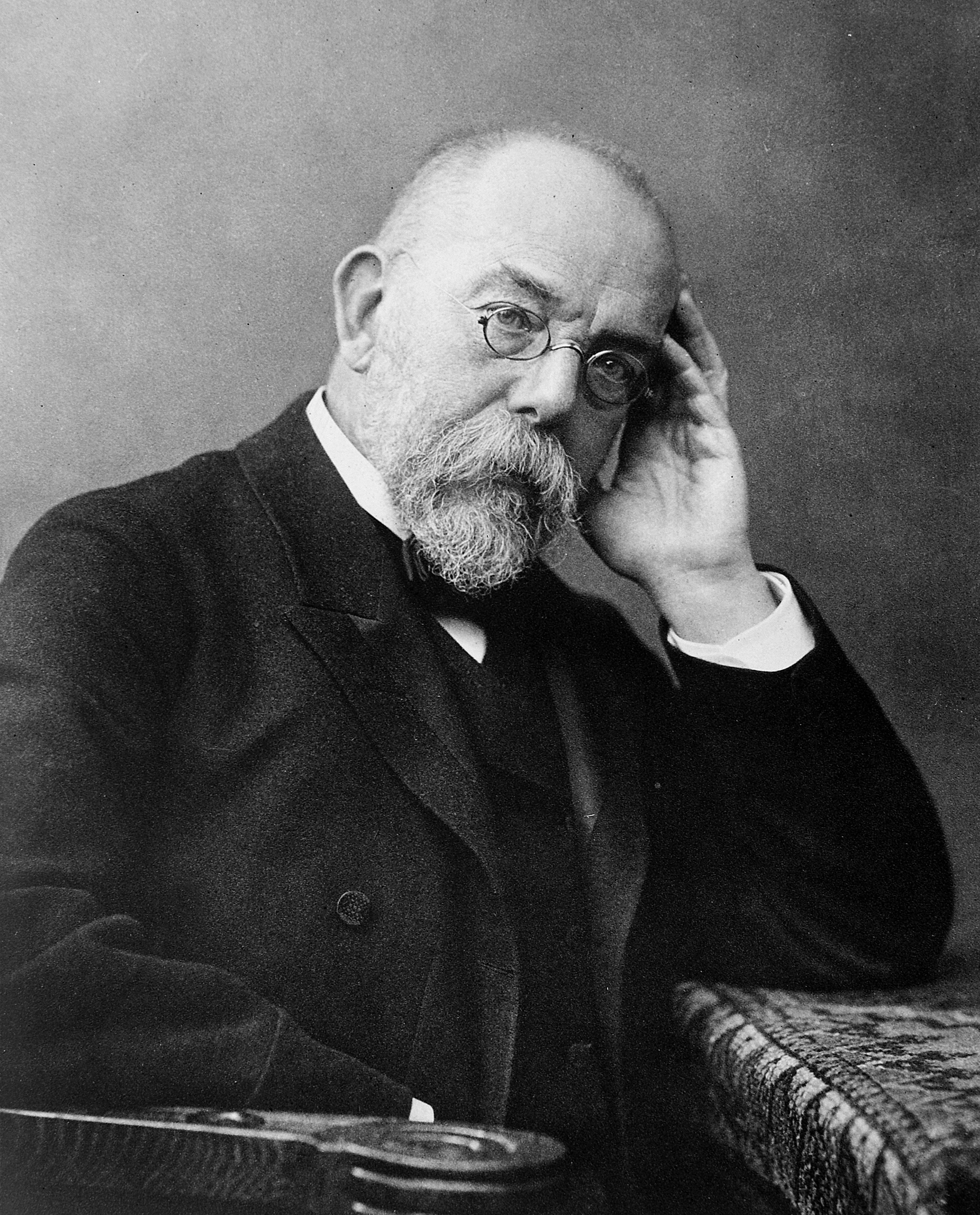
科赫(1843-1910)

1884年，德国细菌学家罗伯特·科赫发现了霍乱弧菌的存在，而随着医学的发展和防疫体制的强化，亚洲型霍乱渐渐退出世界级舞台。但是，霍乱在亚洲南部、东部还是反复流行，1909年、1919年、1932年中国深受其害，印度更是持续到了1950年代，每次流行都出现了数以万计的死者。
另一方面，El Tor型霍乱(埃尔托霍乱)于1906年在西奈半岛的埃尔托被发现。这次疫情爆发于1961年，始于印度尼西亚，以发展中国家为中心向世界扩散，除了1991年在秘鲁爆发大流行之外，各发达国家也有零星爆发。1992年所发现的O139霍乱在印度和孟加拉国流行，1977年则在和歌山县发生了途径不明的埃尔托霍乱集体感染。此外，2007年1月初，刚果共和国首都布拉柴维尔500公里开外的石油运输港黑角港也发生了霍乱。
为了预防霍乱流行，大城市的公共卫生政策得到改善和发展，其中的多数政策一直沿用到现代。反面来说，霍乱也是卫生的现代城市之母。

## 伤寒
Typhous(伤寒)原本的由来，是古希腊的希波克拉底用来形容在斑疹伤寒时由高烧所引起的昏睡现象的表示“神情恍惚”“朦朦胧胧”等意思的希腊语 typhus ，在很长一段时间内，斑疹伤寒与肠伤寒、副伤寒并没有区别。

### 斑疹伤寒

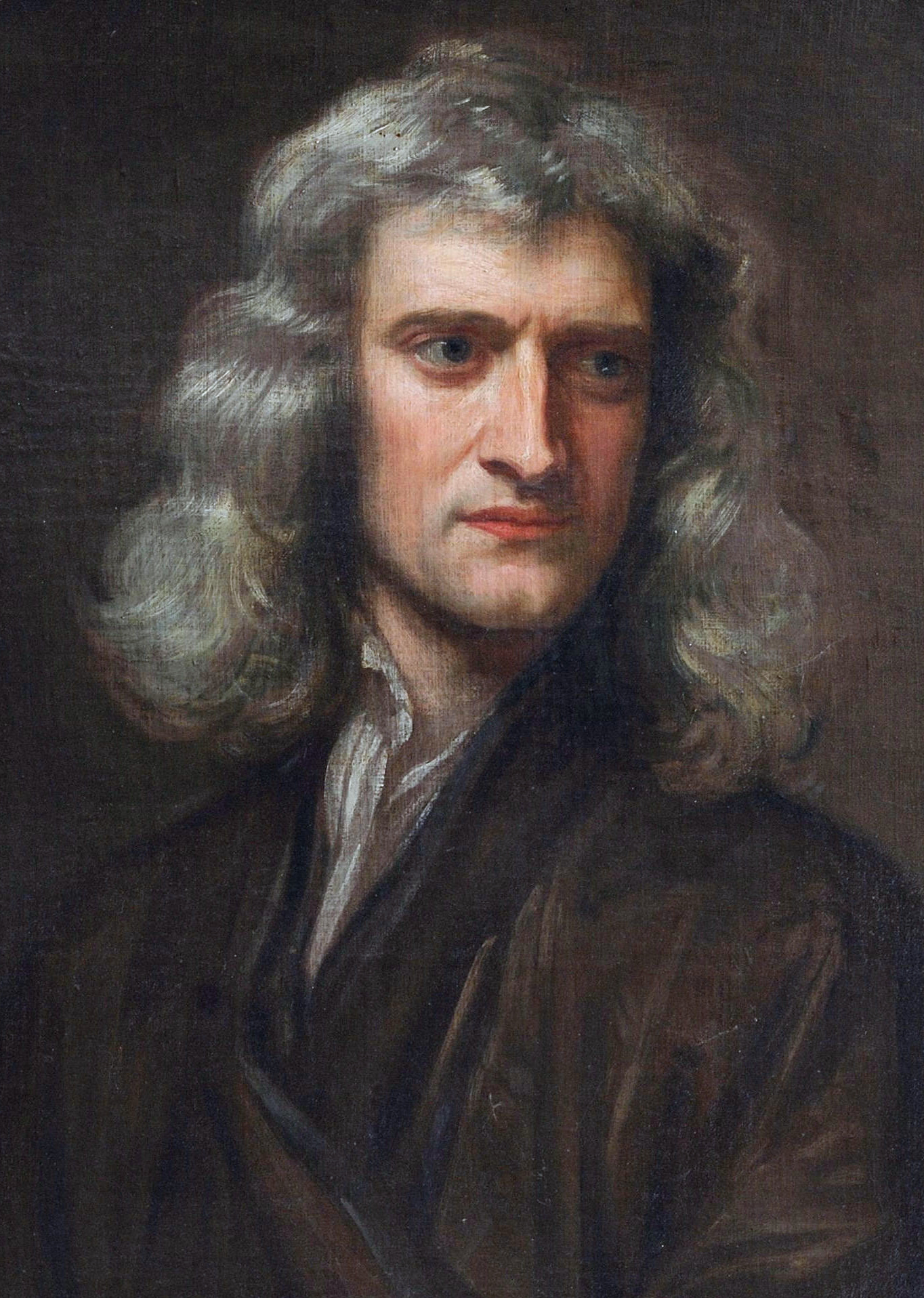
戴着假发的牛顿(1689年)

所谓斑疹伤寒，是以人体虱为媒介、由立克次体所导致的传染病，病情特征有高烧、咳嗽、出疹。多发于人口密集地区、不卫生地区，此外在冬季及寒冷地区的流行也较为显著。1490年，西班牙士兵从塞浦路斯岛带来了斑疹伤寒并在欧洲流行开来，1545年则在墨西哥爆发流行。
17世纪以后，欧洲王侯权贵及富裕的中、上层市民剃光头发并戴假发的习俗大肆流行，据说便是出于预防伤寒的意义。
1812年俄法战争时，伤寒在法军中大肆流行，造成众多人死亡。19世纪斑疹伤寒的流行，与霍乱同为劳工运动频发的原因之一，并最终带动了各国的城市改造及彻底整治公共卫生等城市政策的完善。第一次世界大战时，俄罗斯有3,000万人罹患伤寒，其中1成左右的人最终死亡。此外，纳粹德国用于虐杀犹太人的集中营内也有伤寒流行。
法国细菌学家夏尔·尼科勒对成为了法国殖民地突尼斯风土病的斑疹伤寒进行了研究，他注意到住院之后较为不易受到感染，因此比较了院内及院外的条件，最后将目标锁定在患者的衣服上。尼科勒在1928年凭借对斑疹伤寒的研究获得了诺贝尔生理学或医学奖。

### 肠伤寒·副伤寒
肠伤寒及副伤寒据传是由16世纪意大利数学家、医生卡尔达诺所发现的，这是由同时属于沙门氏菌属的一种伤寒杆菌所引起，是在与斑疹伤寒完全不同的条件下、由完全不同的病原体所导致的传染病，但由于症状相似，因此迟迟未能得以区别。1836年，二者终于被识别开来，作为两种不同的疾病加以对待。

## 结核

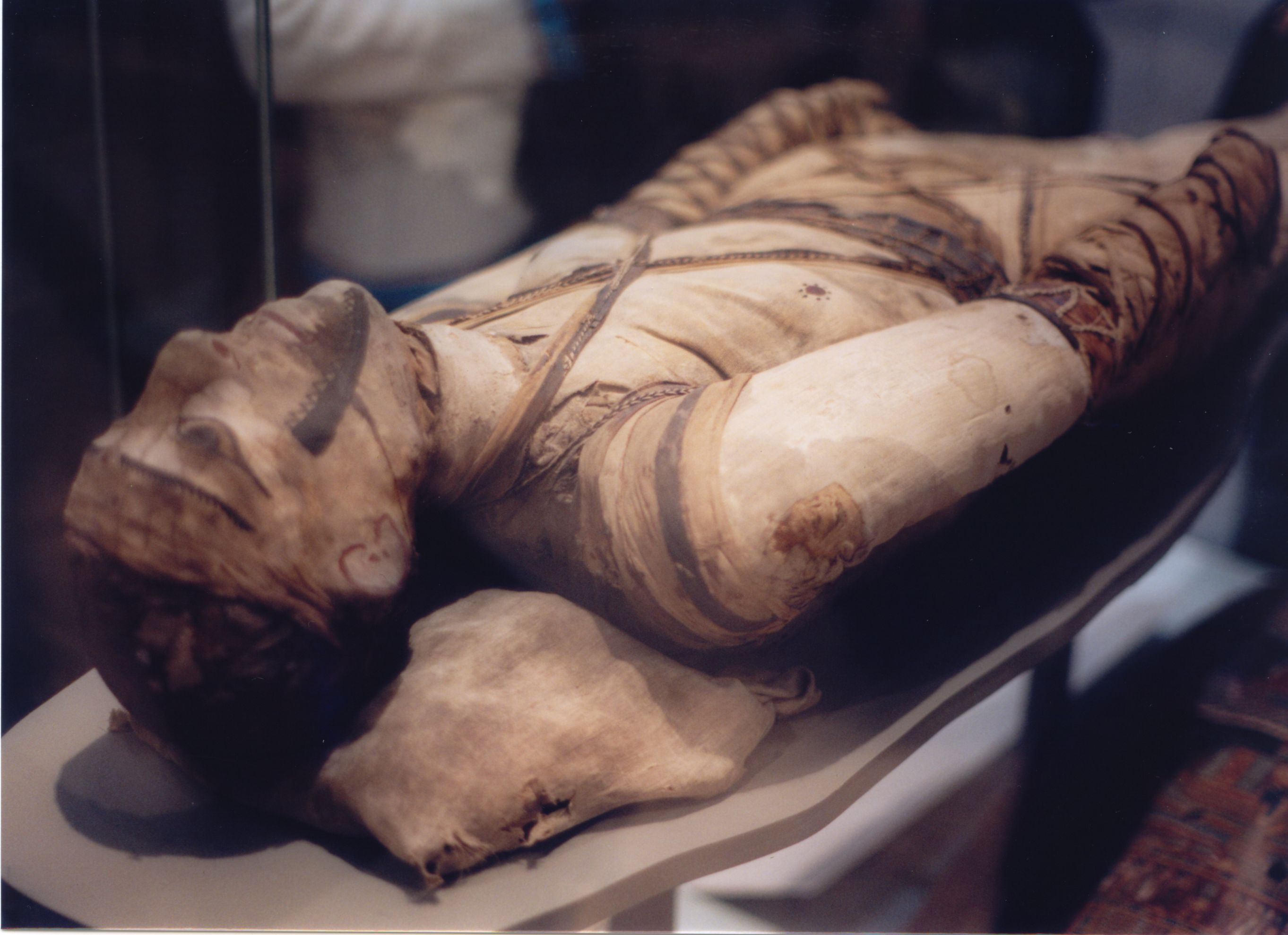
被认为死于结核的古埃及木乃伊(大英博物馆)

结核是由结核杆菌所引起的疾病，其发病伴随着全身性倦怠感、食欲不振、体重下降、长时间37℃左右的低烧、睡眠时大量出汗及咳嗽(有痰或无痰)等症状。过去，它被称为“不治之症”、“死亡之症”、“绝症”，甚至有人称它为“白色鼠疫”。
结核是自古以来便存在的疾病，考古发掘中出土的公元前5000年左右的人体骨架上就曾发现过被认为是结核的痕迹，2008年则在以色列海中发现了两具公元前7000年左右、带有结核痕迹的人体骨骸。此外，公元前1000年左右埃及第21王朝的木乃伊中也发现了一具被认为是因骨结核而导致骨疡的遗体。2009年末在耶路撒冷发现的1世纪前半叶的男性骨架中发现了结核杆菌与麻风杆菌的DNA，由此确认结核在耶稣基督时代的耶路撒冷的上流阶级中相当流行。1972年在中国长沙市郊外的马王堆汉墓1号墓中所发现的公元前2世纪的女性干尸上也确认到了结核病变，中国东汉末年的武将、三国志中的英雄曹操据说也死于结核。另外，2006年在韩国南部的勒岛遗迹中出土的年经女性，其脊椎骨上也发现了3处骨疡。波兰音乐家、被誉为“钢琴诗人”的弗雷德里克·肖邦及因《呼啸山庄》而知名的艾米莉·勃朗特也是因染上结核而病逝。
位于鸟取县鸟取市的弥生时代考古遗迹——青谷上寺地遗迹在考古发掘中出土了5,000具遗体，其中两具骨架上发现了正在恶化中的脊椎骨疡，这是日本最早的结核病例。绳文时代的遗迹中出土的骨架上并未发现结核的痕迹，因此学界普遍认为，目前日本列岛的结核是从亚洲大陆渡海而来的人们所带来的。平安时代，清少纳言在《枕草子》中有关于“胸病”的记述，紫式部的《源氏物语》中也有紫之上患上胸病，光源氏悲伤不已的描写。神奈川县镰仓市的由比浜南遗迹中也发现了众多被认为是在1333年新田义贞所领导的镰仓之战(元弘之乱)中阵亡的将士遗骨，而在其中的一具上发现了因骨疡而变形的肋骨并从中检测出了结核杆菌的DNA。这具遗骨推测属于一名50岁左右的男性。

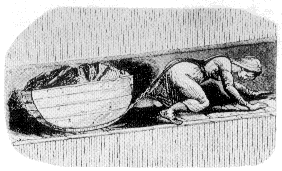
工业革命时期在英国煤窑中工作的童工(18世纪)

结核在工业革命后繁荣起来、被称为“世界工厂”的英国大肆流行。被誉为黄金时代的1830年左右的伦敦，据说每5人中就有1人死于结核。当时，工人的工资不仅被压得极低，而且每天都要工作长达15小时。此外，人口急速向城市集中，从而形成了贫民窟，人们将生活废水直接排入泰晤士河等河流，并且不加以过滤便直接饮用，生活环境极其恶劣。目前普遍认为，过劳再加上营养不足使得人们的抵抗力低下，从而导致了结核杆菌的增殖，而肮脏的城市环境更是雪上加霜。
另一方面，工业革命波及到各个国家，爆发于英国的结核也随着工业革命的普及而蔓延开来。明治初期，从日本远渡英国的留学生在当地染上结核而辍学归国、最终不治身亡的例子也屡见不鲜。
直到明治时代早期，日本都还称肺结核为“劳咳”(或“痨痎”)。新选组的冲田总司、幕末志士高杉晋作都是死于肺结核。正冈子规也患有结核，“子规”一号便是取自啼鸣至吐血方休的杜鹃。陆奥宗光、石川啄木、樋口一叶、立原道造、堀辰雄、高山樗牛、国木田独步、竹久梦二、长冢节、中原中也、新美南吉、梶井基次郎、泷廉太郎、佐伯祐三、新岛襄等人也死于结核。昭和天皇的弟弟、为振兴体育而鞠躬尽瘁的秩父宫雍仁亲王于1953年逝世，其死因据说也是结核。
到了近代，受害最为严重的是纺织业女工。如细井和喜蔵的《女工哀史》中所写的那样，女工们在工厂内长时间劳动导致的过劳、营养不良及集体生活是发病的主要原因，而工厂内为保护蚕丝而制造蒸汽也为结核杆菌的增殖推波助澜。日本死于结核者最多的年份是1918年。当时，每10万人中就有257人死亡。虽然到了1991年，死亡率下降到了每10万人死亡2.7人，但结核在很长一段时间内成为了日本人的国民性疾病。此外，在第二次世界大战前后，遭到征兵、集体生活在狭窄军营内的年轻男性中也有结核蔓延。在1935年到1950年的15年间，结核都位居日本死因的榜首，甚至被称为“亡国病”。
1889年，兵库县须磨浦(神户市须磨区)建立起了民间第一所结核疗养院，但公立结核疗养院制度直到1937年才公布，此后茨城县那珂郡的村松晴岚庄(现在的独立行政法人公立医院机构茨城东医院)作为最早的公立结核疗养院开始运营。

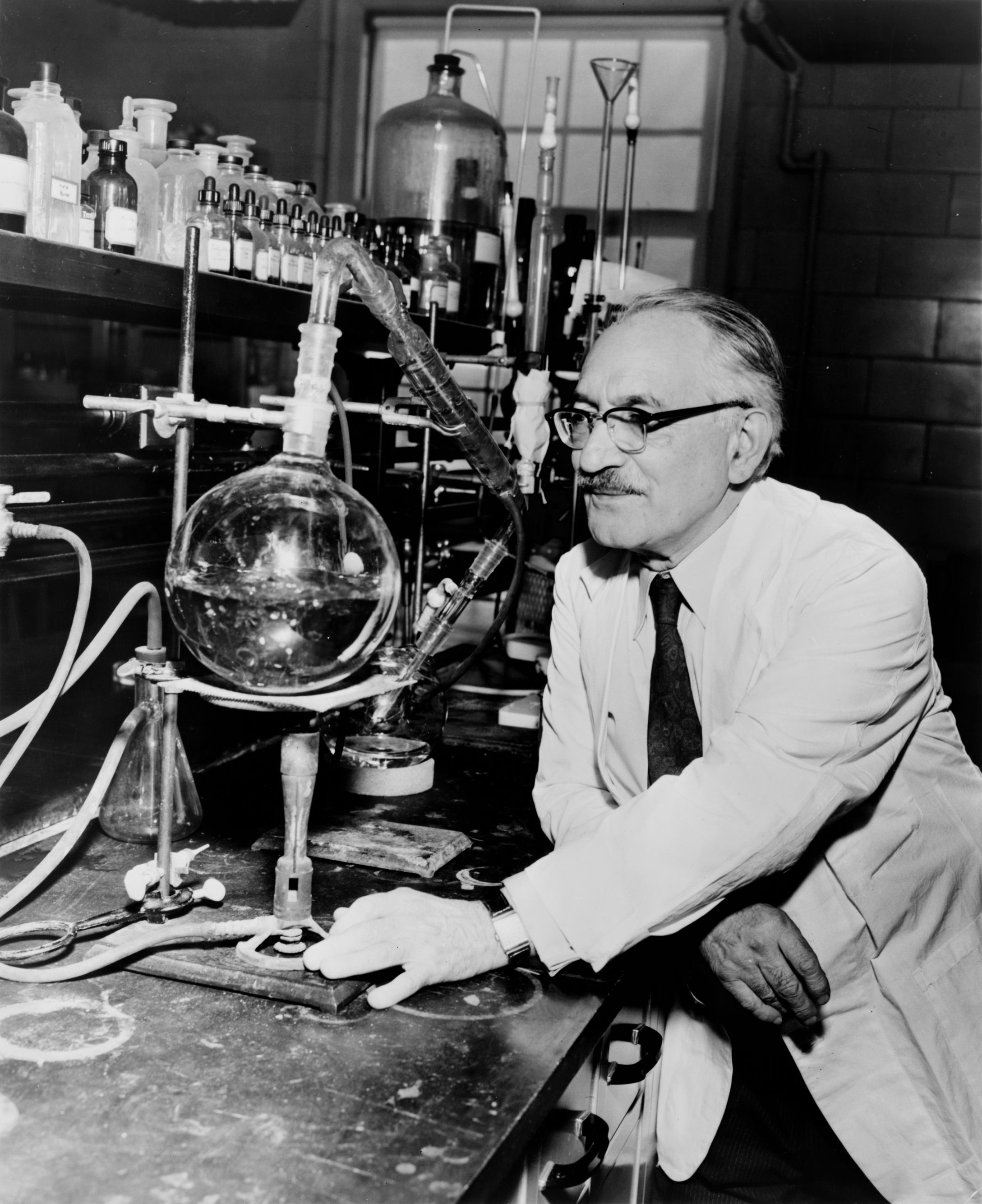
赛尔曼·A·瓦克斯曼

围绕着结核，也诞生出了诸如德富芦花的《不如归》、堀辰雄的《风平浪静》《菜穗子》、久米正雄的《月球而来的使者》、托马斯·曼的《魔山》等以结核患者及其人际关系、疗养院生活等为题材、舞台的众多小说。
结核杆菌于1882年由细菌学家罗伯特·科赫所发现，1943年，赛尔曼·A·瓦克斯曼及瓦克斯曼研究室的学生阿尔伯特·斯卡兹(Albert Schatz)分离出链霉素等抗生素，结核成为了可治愈的疾病，患者也一度剧减。然而近年来，正在治疗中的结核患者仅在日本就攀升到了约27万人，新的结核患者更是以每年3万人的数量在增加。根据世界卫生组织(WHO)的推算，全世界60亿人中约有三分之一、即20亿人受到结核杆菌的感染。这是由于产生了抗生素所无法发挥作用的抗药性结核杆菌，有时也被称为“细菌的逆袭”。此外，还有观点指出其与后天免疫缺乏综合症(AIDS)之间有所关联，并认为“如今应对结核的方法也是应对艾滋病的方法”。

## 流行性感冒
公元前412年，人称“医学之父”的希波克拉底便已记录下了被认为是流行性感冒的疾病的大肆流行。
流行性感冒在1889年大流行时，曾是德国军医、当时在科赫的卫生研究所工作的Richard Pfeiffer成功从患者体内分离出革兰氏阴性菌的菌株，1892年这种疾病被命名为“流行性感冒菌”，此时才正式公布这种细菌就是流行性感冒的病原体。此后，围绕着流行性感冒病原体展开了诸多争议，但最终在1933年画下句点。

### 西班牙流行性感冒

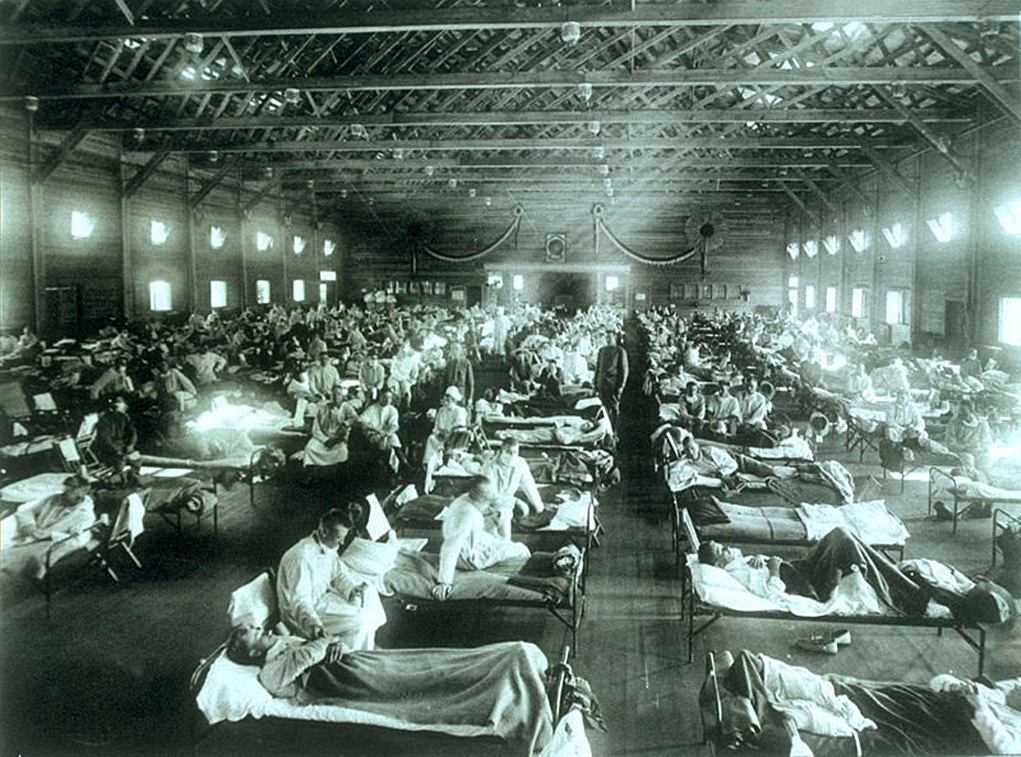
住满了西班牙流感患者的美军野战医院(美利坚合众国 堪萨斯州)

被认为是禽流感的一种的西班牙流行性感冒于1918年开始在美利坚合众国的士兵之间流行开来，成为了人类所遭遇的第一次流感大流行(瘟疫)，感染者达到了6亿人，最终造成了约4,000万到5,000万人死亡。据估计，当时全球人口约有12亿，也就是说有一半的人类感染了西班牙流感。在传染病乃至战争和灾害等人类的所有死因之中，这个数值也创下了在短时间内造成最多人死亡的记录。
这场瘟疫的死亡人数远远超过第一次世界大战，日本当时的人口为5,500万人，其中就有39万人死亡，美国则死亡了50万人。诗人纪尧姆·阿波利奈尔、社会学家马克斯·韦伯、画家埃贡·席勒、剧作家埃德蒙·罗斯丹、作曲家休伯特·帕里、革命家雅科夫·斯维尔德洛夫、音楽家查尔斯·格里费斯不幸去世、日本的前内务大臣末松谦澄、东京车站的设计师辰野金吾、剧作家岛村抱月、大山严的夫人山川舍松、皇族竹田宫恒久王、军人西乡寅太郎等著名人士也死于西班牙流感。这是自“黑死病”以来的历史性疫病，在对流行性感冒的免疫性较弱的南方诸岛上，甚至出现过岛民几乎全部死亡的例子。

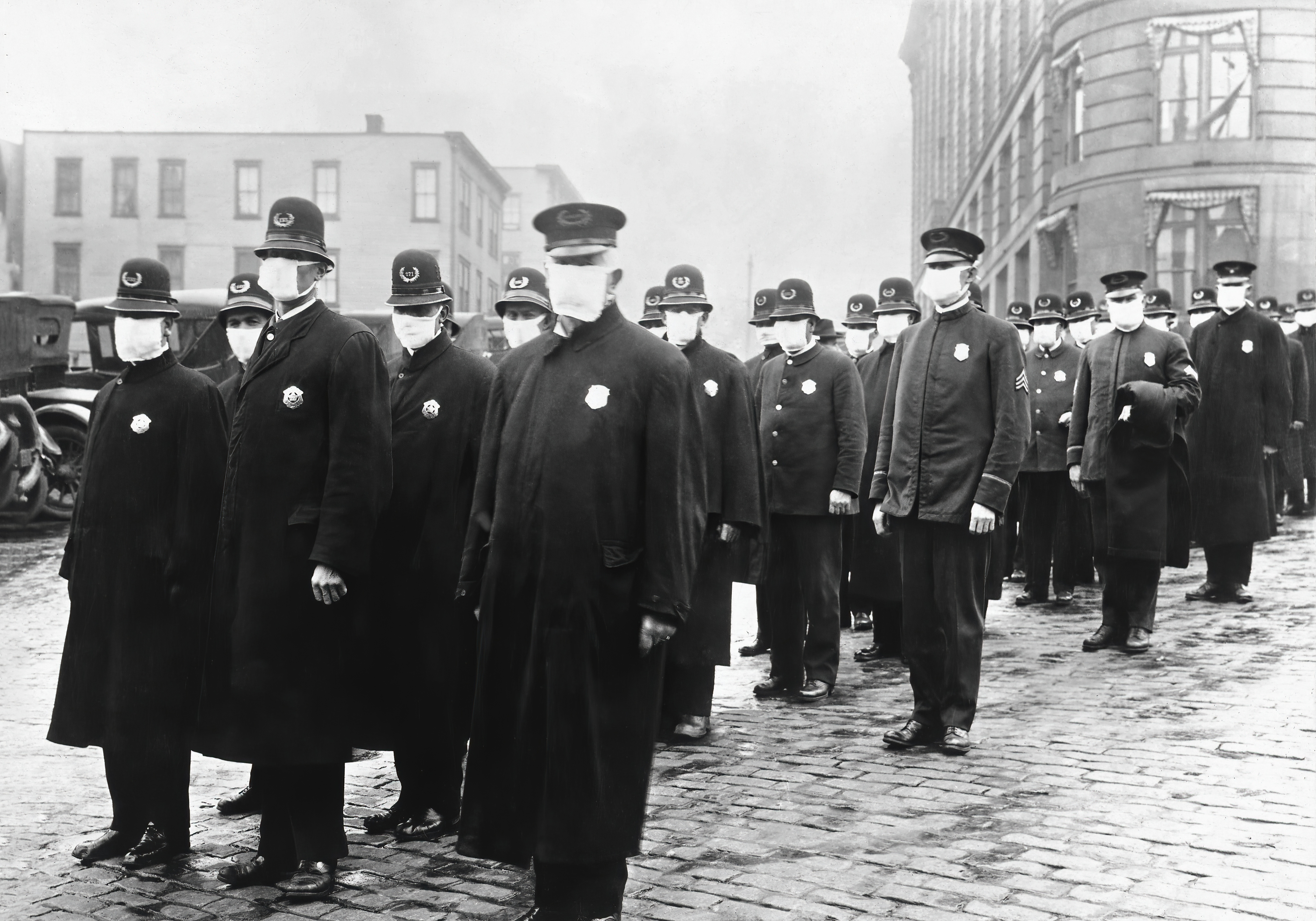
1918年的西雅图警察(美利坚合众国 华盛顿州)
所有人都戴着口罩

流行的第1波开始于1918年3月美国芝加哥近郊，随着美军出征第一次世界大战而横渡大西洋，自5月到6月间开始在欧洲流行开来。第2波开始于1918年秋季，几乎是在全世界同时爆发，病原性进一步增强，引起严重的并发症，导致死者剧增。第3波的时间在1919年春季到秋季，依然形成了世界性流行。对日本而言，第3波危害最为严重。
至于流行性感冒病毒的病原性，1931年，美国Richard Shoup确认发生在猪身上的流行性感冒是由Pfeiffer所发现的流行性感冒细菌与病毒的混合感染所引起；1933年，英国的Willson Smith与Christopher Andrews从患者体内分离出了流行性感冒病毒，用雪貂进行实验加以证明，关于病原体的争论这才平息。
进一步，1997年8月，在阿拉斯加的冻土中所挖掘出的4具遗体的肺部组织里分离出了病毒的基因组，西班牙流行性感冒病原体的原貌才真正大白于天下。由此也证明了该病毒极有可能是来自于甲型H1N1流感病毒及禽流感病毒。也就是说，西班牙流感是因为此前从未感染过人类的禽流感病毒产生突变，受主转变为感染人类所导致。并且，对当时的人类而言，这是一种全新的传染病(新兴传染病)因此对其拥有免疫的人并不多，这也被认为是大流行的原因。西班牙流感最主要的死因据说是二次性细菌性肺炎。
另外，之所以发端于美国却被称为“西班牙流感”，是由于第一次世界大战当时，全世界的情报都会受到审查，而西班牙是中立国，因此主要的情报原都是由西班牙发出。还有一种说法认为，西班牙流感的大流行加快了第一次世界大战的终结。

### 亚洲流感和香港流感
在20世纪的100年间，发生了3次流感大流行。分别是上文所述的西班牙流感、1957年由H2N2亚型病毒所导致的亚洲流感以及1968年由H3N2亚型病毒所导致的香港流感。
亚洲流感在全世界共造成了200万人死亡。这场瘟疫在1957年冬发源于中国贵州，并扩散到中国全境。中国科学家虽然成功分离出了病原体，但当时中国并未加入WHO的流感相关机构，因此直到疫情发生两个月之后消息才传到了其他各国。在此期间，疫情扩散到了非洲及中南美，此时欧美处于夏季因而扩散范围不大，但进入秋季之后便在全世界流行开来。就日本而言，仅登记在册的感染者就达到了98万3,105人，死亡人数则攀升到7,735人。
香港流感在全球范围内造成的死亡人数有100万人，其中日本死亡2,200人以上。这次流感的病原体是属于H3N2亚型的新型流感病毒。同时，H2N2型病毒则就此消失。H3N2病毒也是现在的季节性流感的病因之一。该病毒在此后的1977年还导致了苏联流感的局部流行。
迄今为止，造成疫情的流感病毒都是来自于鸟类，而且致病性也都较弱。今后令人担忧的是高致病性的H5N1亚型病毒。一如世界卫生组织(WHO)前总干事李钟郁曾说过的“现在已经不是讨论新型流行性感冒爆发的可能性的时期了，新型流感的爆发只是时间问题”那样，2005年，美国乔治・W・布什总统宣布将提高新型流感对策的优先度作为国家战略，并呼叶各国构建起国际性的协助体制。

### 2009年新型流感
进入21世纪，在2009年发生了2009年H1N1流感大流行。疫情最初只是在墨西哥及美国发生局部流行，但从2009年春季开始到2010年3月，它开始作为A型流行性感冒病毒、H1N1亚型流行性感冒病毒所导致的猪流感在全世界流行开来。WHO在2009年4月27日将全球流感大流行的警戒级别提升至4级，2天后的4月29日提升到5级，6月11日又宣布提升到6级。这是进入21世纪以来人类所经历的第一场流感瘟疫。日本则根据传染病预防法第6条第7款第1号将其定性为“以拥有人际传播能力的病毒为病原体的新型流行性感冒”，并命名为“新型流行性感冒”。

## 小儿麻痹症(脊髓灰质炎)
脊髓灰质炎多发于小儿，也称为“小儿麻痹症”。

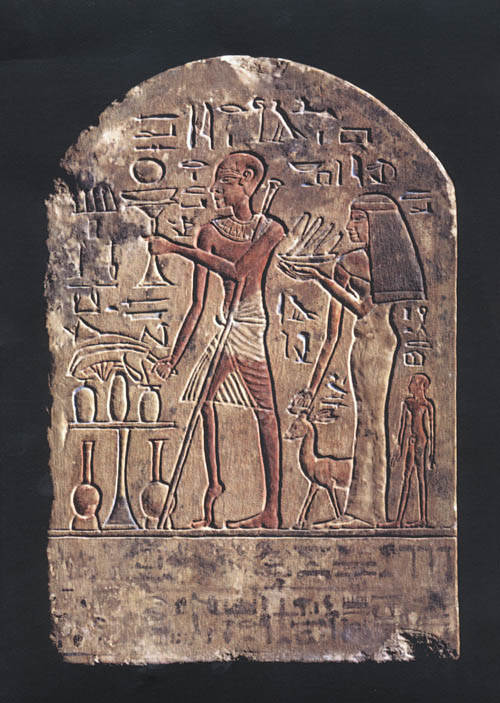
古埃及壁画中所描绘的脊髓灰质炎患者

脊髓灰质炎的英文名称是 poliomyelitis ，因该病是中枢神经——脑灰白质与脊髄发生病变而得名。脊髓灰质炎是微小核糖核酸病毒科肠道病毒属的脊髓灰质炎病毒为病原体所导致的传染病，脊髄神经的灰白质受到病毒侵犯，开始的几天内会出现类似感冒的症状，而后脚或手则突然麻痹、无法动作。
会对脊髓灰质炎病毒产生反应的只有灵长类生物，并且只有人类是其自然宿主。脊髓灰质炎的历史相当悠久，埃及第18王朝(公元前1403年－公元前1365年)的石碑上就刻有一腿萎缩、拄着拐杖的人物。从表现出的症状来看，这个人物被认为是一名脊髓灰质炎患者。就日本而言，自北海道洞爷湖町的绳文时代后期的考古遗迹——入江贝冢所出土的女性人骨，其遗体上的痕迹也被认为很有可能是脊髓灰质炎，但又有有力的反证认为脊髓灰质炎是在明治时代以后才传入日本，因而至今都未有定论。

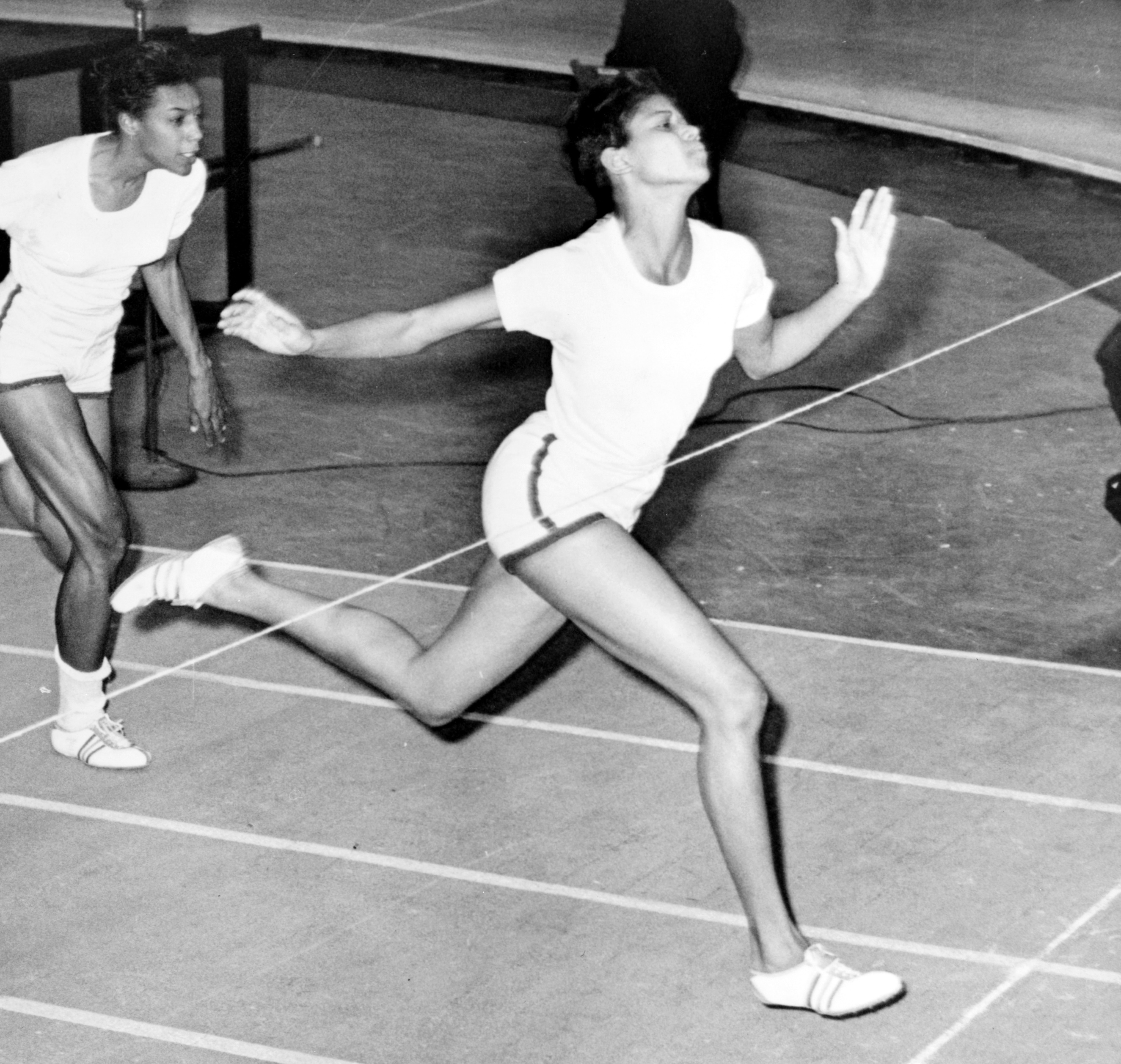
出生在贫民窟的贫困家庭中的早产儿威玛·鲁道夫

脊髓灰质炎的医学记载始于1840年德国斯图加特郊外堪施达特(Cannstatt)的医生Jakob Heine，1887年瑞典小儿科医生Oskar Medin)就脊髓灰质炎在斯德哥尔摩的流行写就了详细的报告，因而欧洲起初也曾将该病称为“Heine-Medin病”。脊髓灰质炎于19世纪后半叶到20世纪前半叶之间在欧美各国大肆流行，第二次世界大战后则在世界范围内流行开来。
即使感染了脊髓灰质炎病毒，据说留下麻痹这一后遗症的几率也并非1/100，而是1/1,000。脊髓灰质炎患者中的名人数量不少，虽然其中留下麻痹的可以说是不幸的例子，但也有不少人克服了疾病，在成年后成就了突出的事业。例如日本社会党委员长、担任过横滨市长的飞鸟田一雄，因研究中微子而扬名、于2002年获得诺贝尔物理学奖的小柴昌俊，以及1960年的罗马奥运会上在女子短途3项目(女子100m、200m、400mR)中摘得金牌的威玛·鲁道夫等。
就日本而言，1910年代、1920年代、1930年代后半到1940年代后半以及1960年(昭和35年)都是脊髓灰质炎的流行期。尤其是1960年春始于北海道的一次流行中，全国共有5,606人受到感染，是日本史上造成最多患者的一次。当时，要求进行预防接种的舆论情绪高涨，陷入了只有采用乔纳斯·索尔克研制、美国生产的灭活疫苗及苏联生产的减毒活疫苗才能治疗的状况。从效果上说，活疫苗更为优秀，但当时日本还未确认活疫苗的安全性，也没有国产的活疫苗。此外，即使采用进口，由于当时正处于冷战的最高潮，从属于西方的日本也有许多问题需要克服。
就在这样的背景下，第2次池田内阁中的厚生大臣古井喜实力压自由民主党内的反对声浪，宣称“责任由大臣承担”，于1961年(昭和36年)6月21日决定自苏联(及加拿大的一部分)紧急进口一批疫苗。7月17日，电视台主持人高桥圭三(NHK)喝下活疫苗的情景受到播出。事实上，消灭脊髓灰质炎运动的真正功臣据说是日后成为日本社会党国会议员的上田哲。上田原本作为NHK社会部门的播报记者而活跃，后来成为了NHK工会——日放劳的委员长，据说当时他为了根除脊髓灰质炎而发动NHK提倡“上田计划”，并最终说动了厚生省。而至于活疫苗的进口，后来则成为了松山善三所导演的电影《虽然我是一粒麦》的主题。
就这样，日本首开世界先河，率先彻底执行了全国统一免疫接种(NID)，相应地，1963年(昭和38年)患者数量剧减到100人以下，1981年(昭和56年)以来则不再有脊髓灰质炎患者确诊。日本政府于2000年(平成12年)向WHO报告脊髓灰质炎已经根除。

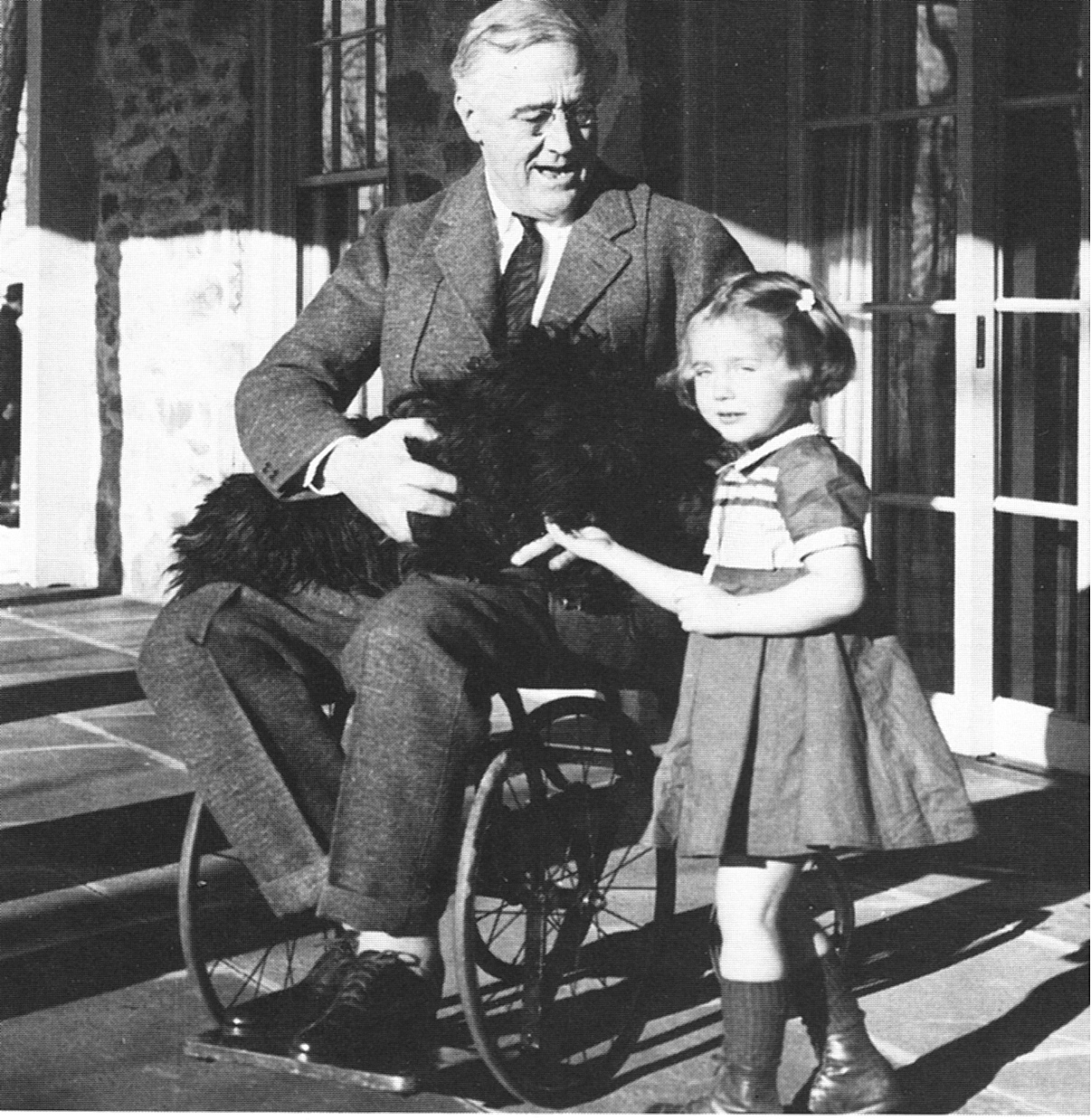
轮椅上的F.罗斯福

另外，脊髓灰质炎患者中的著名人物还有第32届美利坚合众国总统富兰克林·德拉诺·罗斯福。1921年罹患脊髓灰质炎的F.罗斯福为了治疗自身的麻痺症状，1926年年在佐治亚州Warm Springs温泉区购入土地，建起了住宅。由于他常常逗留在此地，这幢住宅也被称为“小白宫”。1945年4月，他在那里与世长辞。
F.罗斯福自身受过疾病所苦，因而非常积极致力于支持残疾人的事业。在他当选总统之后，为根治脊髓灰质炎而设立了国立小儿麻痹财团(the National Foundation for Infantile Paralysis)并举行募捐，而Warm Springs则在他去世之后建起了罗斯福脊髓灰质炎医院。然而，他在日常生活中虽然使用轮椅，却很厌恶被媒体看到他的这逼模样，乘坐轮椅的照片也仅留下了两张。另外，由于媒体方面也没有对此进行报道，因此据说当时的美国国民几乎不知道总统是脊髓灰质炎患者。
2003年，美利坚合众国医学信息杂志发表文章称F.罗斯福所患的其实并非脊髓灰质炎，而是名为格林-巴利综合症的神经疾病。文章中称，罗斯福是在39岁的壮年期发病，并且他的8种病症中有6种均为格林-巴利综合症典型症状，而能显示其为脊髓灰质炎的症状仅有2种，因此他所患的很有可能是格林-巴利综合症。Warm Springs的脊髓灰质炎医院后来也改为了康复设施。

## 埃博拉病毒出血热

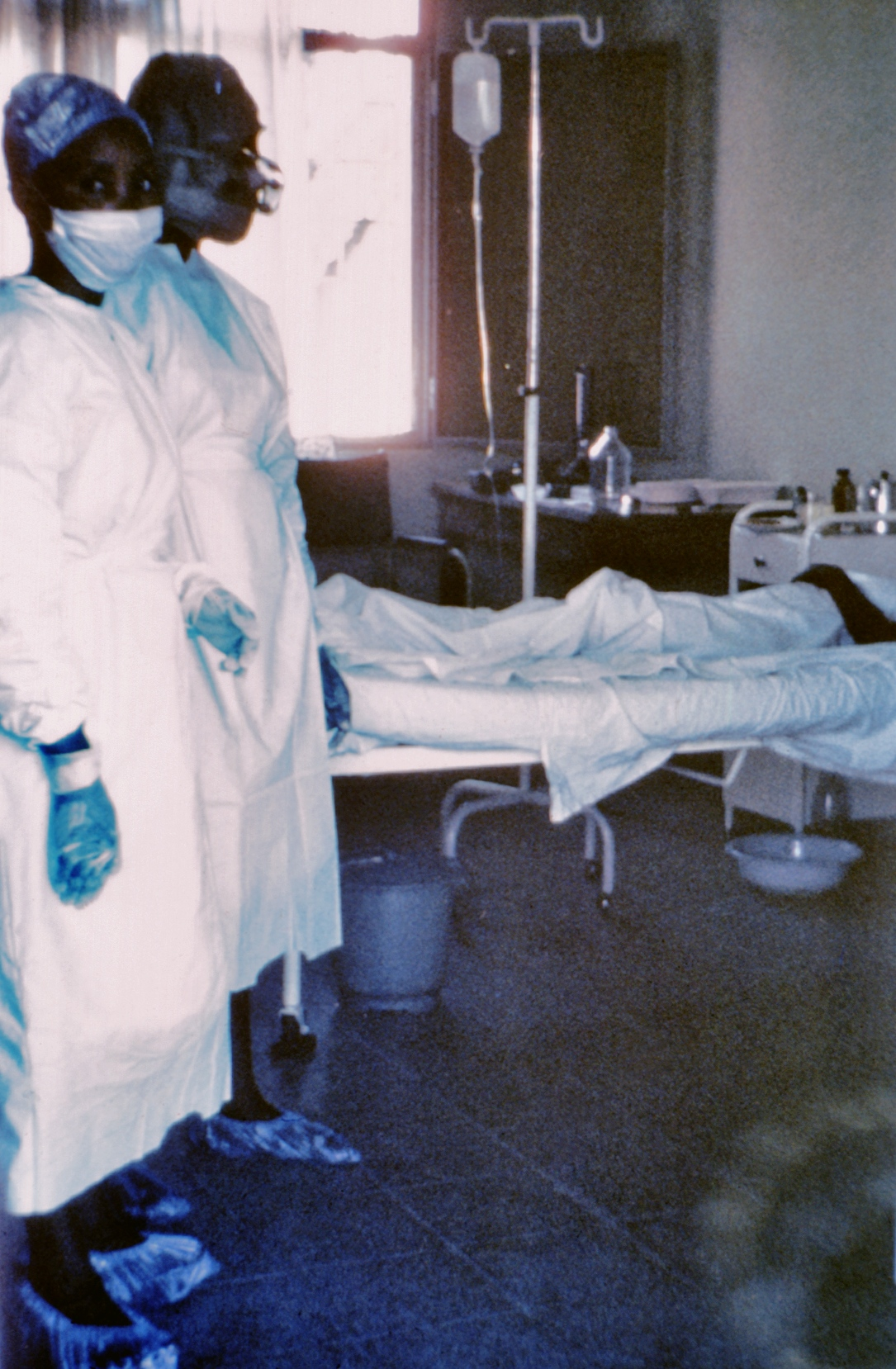
1976年的一張照片。照片裡有兩名護士站在金沙薩第三個病例(病人為Mayinga護士)前。

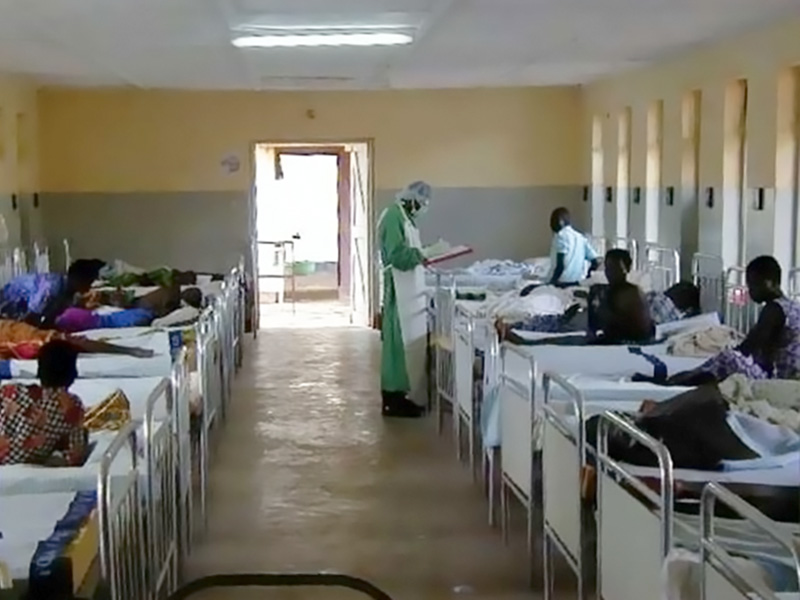
2000年在乌干达流行时被隔离的患者

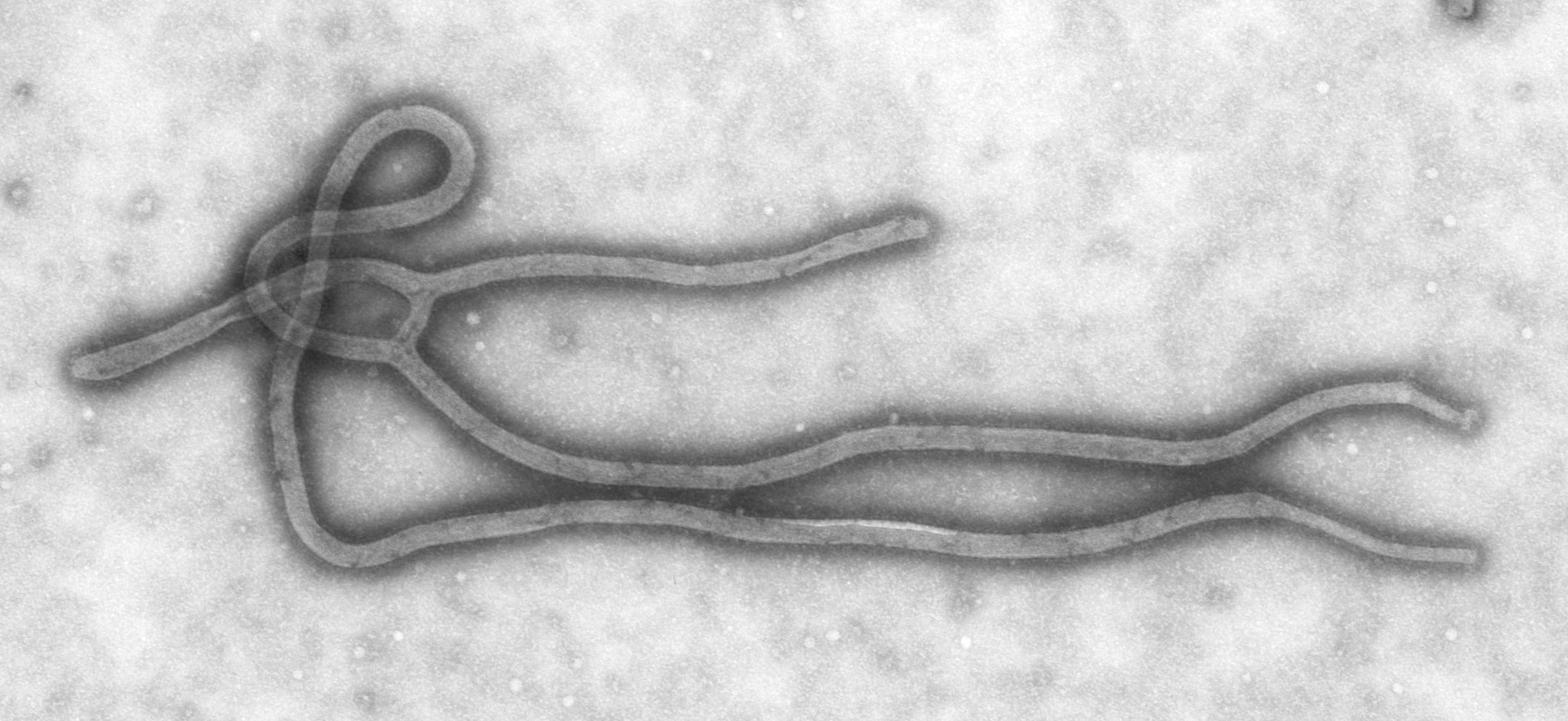
電子顯微鏡下的伊波拉病毒結構

埃博拉病毒出血热是一种致死率极高的传染病，由新品種病毒所引起，於1976年發現於非洲蘇丹，之後在多個地區展開流行，於2000年10月蔓延至烏干達。病人一開始會有高燒，頭痛，腹瀉等症狀，除了骨頭和骨骼肌以外，病毒會感染身體多處的細胞，例如內臟和皮膚，導致出血，內臟溶解等等，是令人聞之色變的疾病，一旦受到感染，會在平均大約10內發病，7天後死亡。臨床個案顯示埃博拉病毒出血热具有50%至90%的致死率，致死原因主要為中風、心肌梗塞、低血容量休克或多發性器官衰竭。
這種極為危險的傳染病首次發現於蘇丹。在1976年6月，蘇丹恩扎拉(Nzara)一名從事倉庫管理工作的男性，突發39度高燒并因感到頭痛及腹痛而住院，之後因消化器官及鼻子大量出血而死亡。埃博拉病毒出血热就是在此得到第一例確診個案而成為一個新興傳染病。後來，曾在醫院裡身處该男性附近的两人也同样发病，病毒并以此为开端借由血液及医疗器具、气雾剂传播开来。最终，該地區共有284人被感染、151人死亡。此后，埃博拉病毒出血热在非洲大陆共有十多次突然的爆发及流行。最严重的疫情发生于薩伊（現在的刚果民主共和国），在318例感染个案中，有280例死亡。
最初发病的男性出身于扎伊尔的埃博拉河附近，他曾在森林深处的烧炭小屋里长期生活，这被认为是其感染病毒的原因，因此引起这种疾病的病毒便被命名为“埃博拉病毒”，病名也称为“埃博拉病毒出血热”。
相對黑死病及天花等，埃博拉病毒出血热是較新型的疾病，目前並沒有正式的人類疫苗可用，加上其極高的致命性，被認為是理想的生化武器，唯一不足的是此病毒的孵化期短，很可能在先殺死一部分人之後無法大規模傳播。故此，更有病毒研究者希望通過將埃博拉病毒結合天花病毒，加大其傳染性，製造出一種傳播範圍大、殺傷力強的病毒，作為恐怖主義武器。
埃博拉病毒出血热讓人聞風喪膽，不少電影及節目裡也有提及此病或以此病作為主體。

## 艾滋病

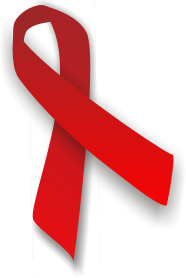
红丝带

艾滋病是1981年6月在居住于美国洛杉矶的四名同性恋男性身上首次发现并报告病症的新兴传染病。不过，这只是艾滋病第一次正式得到认定的病例，疑似病例早在1950年代开始就有报告，中非各地也有称为“消瘦病”(slimming disease)的症候群报告。1982年7月，这种疾病被冠名AIDS(获得性免疫缺陷综合症)，1984年艾滋病病毒被发现。1981年的病例报告后，仅10年时间，全球感染者就达到了100万人。
在日本，则发生过1986年松本事件、1987年神戸事件·高知事件等被称为“艾滋恐慌”的一连串恐慌事件。在这些事件中，行政当局及医疗机构的存在方式并非没有问题，但引起恐慌的反而是媒体。艾滋病在美国传播开来的时候，除了对原因不明的死亡疾病的恐惧之外，由于感染者多为同性恋者及毒品吸食者，因此感染者常常受到社会的偏见对待。美国也是最初体验到“艾滋恐慌”第一个国家。
现在，艾滋病的病原体被鉴别为人类免疫缺乏病毒(HIV)，其可通过人类性行为造成感染及分娩时引起母婴传播的事实已经广为人知。但是，至今仍然可以看到因对疾病的认识不足而导致的歧视与偏见。
在日本，主要对血友病患者采用非加热的血液制剂进行治疗，因此产生了大量HIV感染者及艾滋病患者，造成了巨大的社会问题。
以美国为首，世界各地的艾滋病患者还在增加，防治艾滋病成为了现代医疗的一大课题，各国也在持续开展预防艾滋病的宣传活动。

## 疟疾

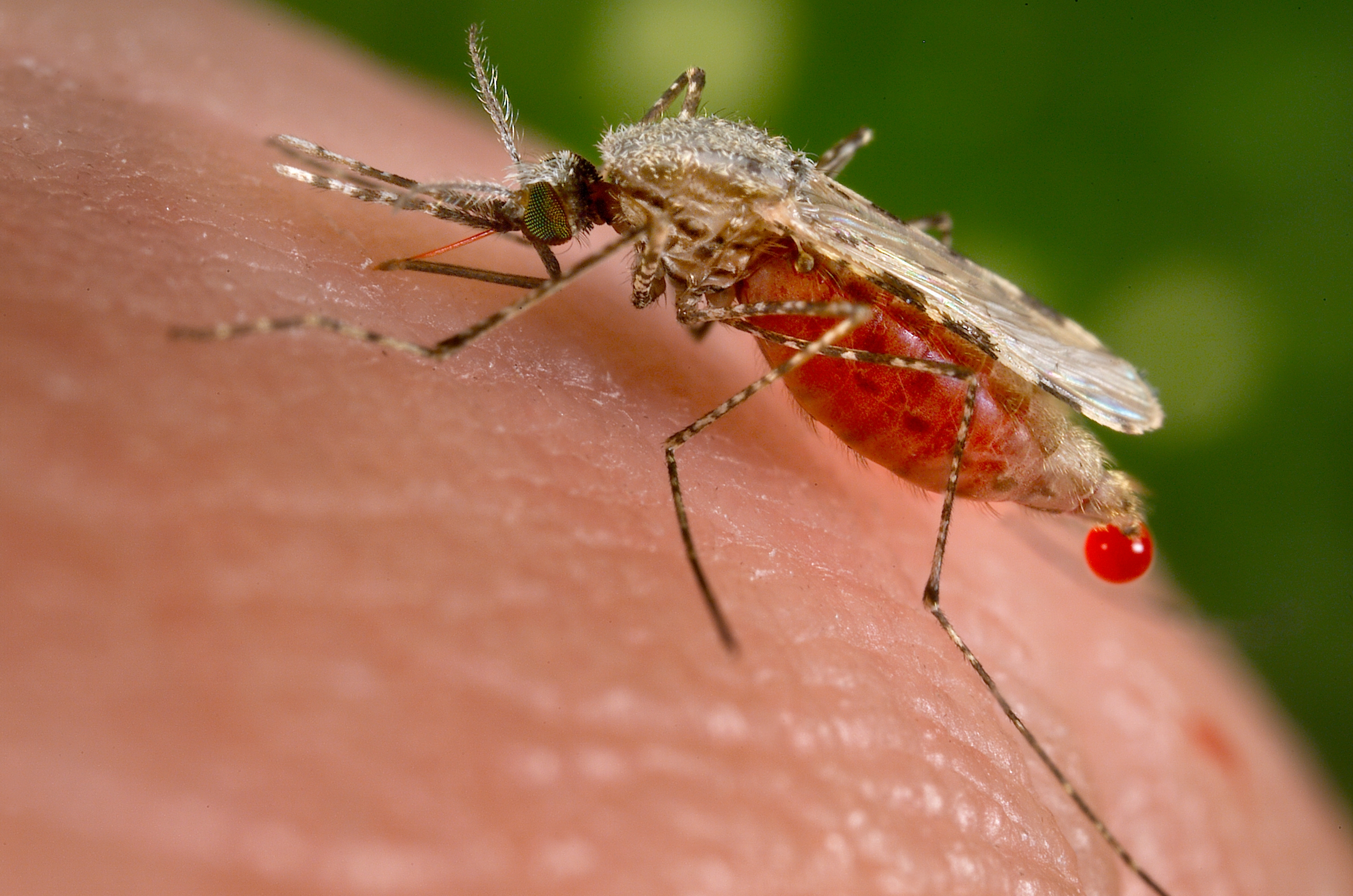
传播虐原虫的虐蚊

疟疾是由单细胞寄生虫——疟原虫寄生在红血球上而导致的传染病，伴有发烧、寒顫、头痛、恶心等症状。这是热带、亚热带地区的一种常见传染病。
历史上，古罗马帝国军人日耳曼尼库斯、10世纪神圣罗马帝国皇帝奥托二世、平安时代末期的平清盛、堀河天皇、文艺复兴时期的文豪但丁·阿利吉耶里、室町时代的僧人一休宗纯、日本陆军的谍报员谷丰、意大利自行车运动员冯斯托·科比等，都是人们所熟知的死于疟疾的人物。以“东方远征”而闻名的古代马其顿王国国王亚历山大大帝也一直被认为是死于疟疾(近年来出现了新的学说，认为其并非死于疟疾。详情请参照“西尼罗河脑炎”章节)。
第二次世界大战中，发生在冲绳县、尤其是八重山诸岛的疟疾集体性感染被称为“战时疟疾”。
蚊这一物种中，有一部分名为疟蚊的蚊虫是这种疾病的媒介。雌性疟蚊吸取感染者的血液之后转而叮咬他人，从而造成疟疾的传播。目前没有有效的疫苗，但可以通过抗疟药进行治疗。在非洲，目前它是与艾滋病、结核并列的三大传染病之一，也有不少人为失去视觉或听觉等后遗症所苦。据推测，疟疾每年的感染者在3.5亿到5亿人，是非洲儿童的主要死因之一。

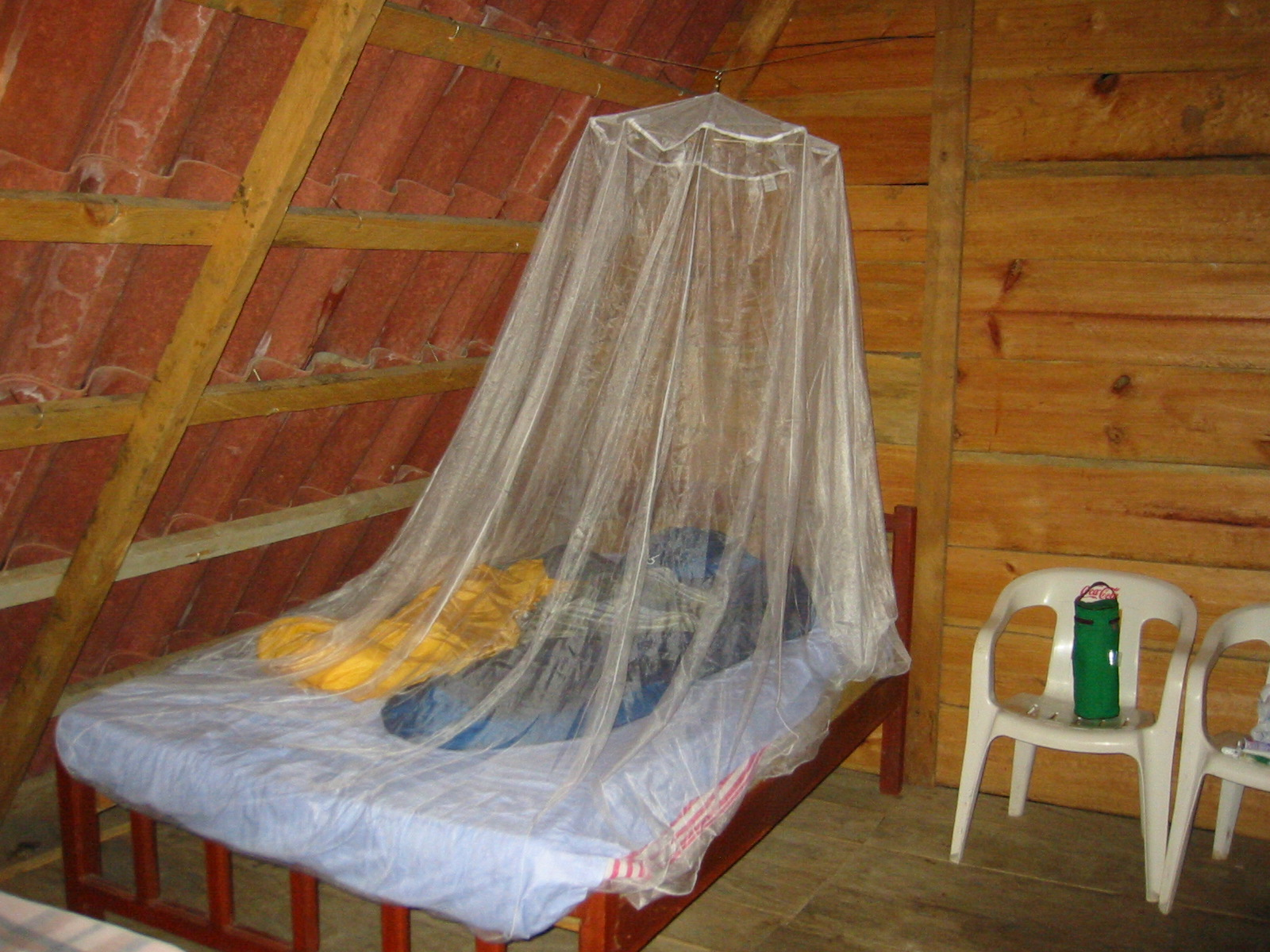
蚊帐

2008年3月，根据大众媒体的报道，流经肯尼亚、乌干达、坦桑尼亚的非洲最大湖维多利亚湖水位连年下降，停靠在湖中的船舶搁浅，原本是湖岸的地方绵延开了10到20米宽的草地。根据NASA等卫星观测数据，维多利亚湖的水位比1998年的峰值下降了1.5米，与1990年代的平均水位相比也下降了约50厘米。其原因普遍认为是降雨量的减少，以及下游水坝蓄水过量。疟蚊的幼虫在濒临干涸的水洼中游动，适宜蚊虫繁殖的水域不断增加，连原本并非疟流行地的肯尼亚西部高原也开始有了疟疾多发的倾向。
此外，在温室效应的影响下，可供疟蚊过冬的地区也逐渐扩大，因此也有意见指出感染范围可能进一步扩张。
日本也在协助预防疟疾的发生，其措施之一就是生产传统的蚊帐。

## 西尼罗河热、西尼罗河脑炎与日本脑炎
西尼罗河热的病原体西尼罗河病毒属于黄病毒科，该科中的一属，也即狭义的黄病毒属分为登革病毒(DEN)、日本脑炎病毒(JE)、蜱媒脑炎病毒(TBE)、黄热病毒(YFV)4种，其中，构成日本脑炎病毒群的是西尼罗河病毒(WN)、圣路易斯脑炎病毒(SLE)、墨累山谷脑炎病毒(MVE)、库宁病毒(KUN)，以及狭义的日本脑炎病毒(JE)5种
。

### 西尼罗河脑炎
西尼罗河病毒，故名思义，是在西尼罗河地区(尼罗河以西)所发现的。19世纪末，英国殖民地苏丹(英埃共管苏丹)南部的白尼罗河西岸地区被称为西尼罗河地区，但这一地区在某段时期内是比属刚果，1912年则被划入英属乌干达，成为西尼罗河州。西尼罗河病毒是1937年研究黄热病的学者从乌干达西尼罗河州的女性热病患者身上所分离出的病毒。

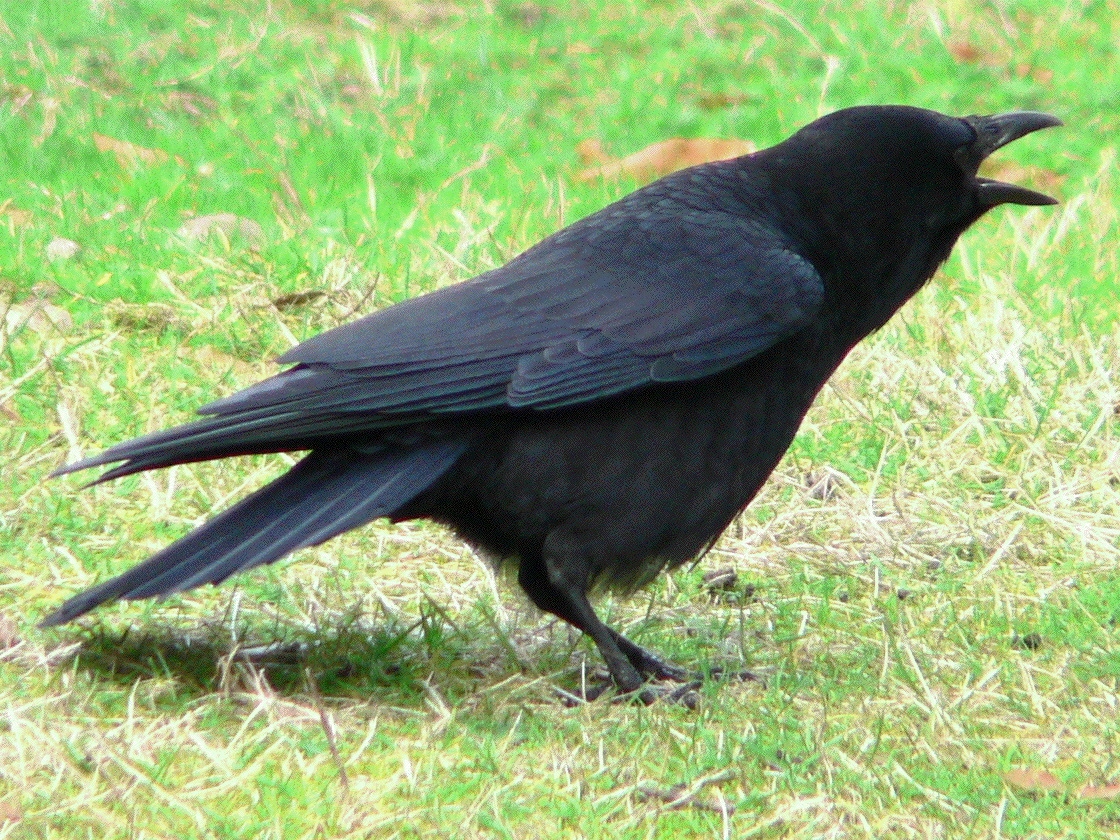
在西尼罗河脑炎爆发前后被发现大量死亡的短嘴鸦(Corvus brachyrhynchos)

一直以来，日本脑炎病毒群在世界范围内有清晰的地理分隔。狭义的日本脑炎病毒分布在印度以东的东亚、东南亚，墨累山谷脑炎病毒分布在东南亚的一部分，库宁病毒分布在澳大利亚，圣路易斯脑炎病毒分布在美洲大陆、发现西尼罗河病毒的非洲，以及大洋洲、中东、中亚、西亚、欧洲各地。
这样的地理分隔在1999年8月23日发生了异变。美利坚合众国纽约市皇后区医院的内科医师报告了两例脑炎患者症状，其后在市保健局的调查下又在皇后区内发现了另外六例脑炎患者。就在人类脑炎疫情爆发前后，纽约有大量乌鸦死亡。从9月7日到9日间，布朗克斯动物园(纽约市布朗克斯区)中分别有两只火烈鸟、一只鸬鹚和一只绿雉死亡。

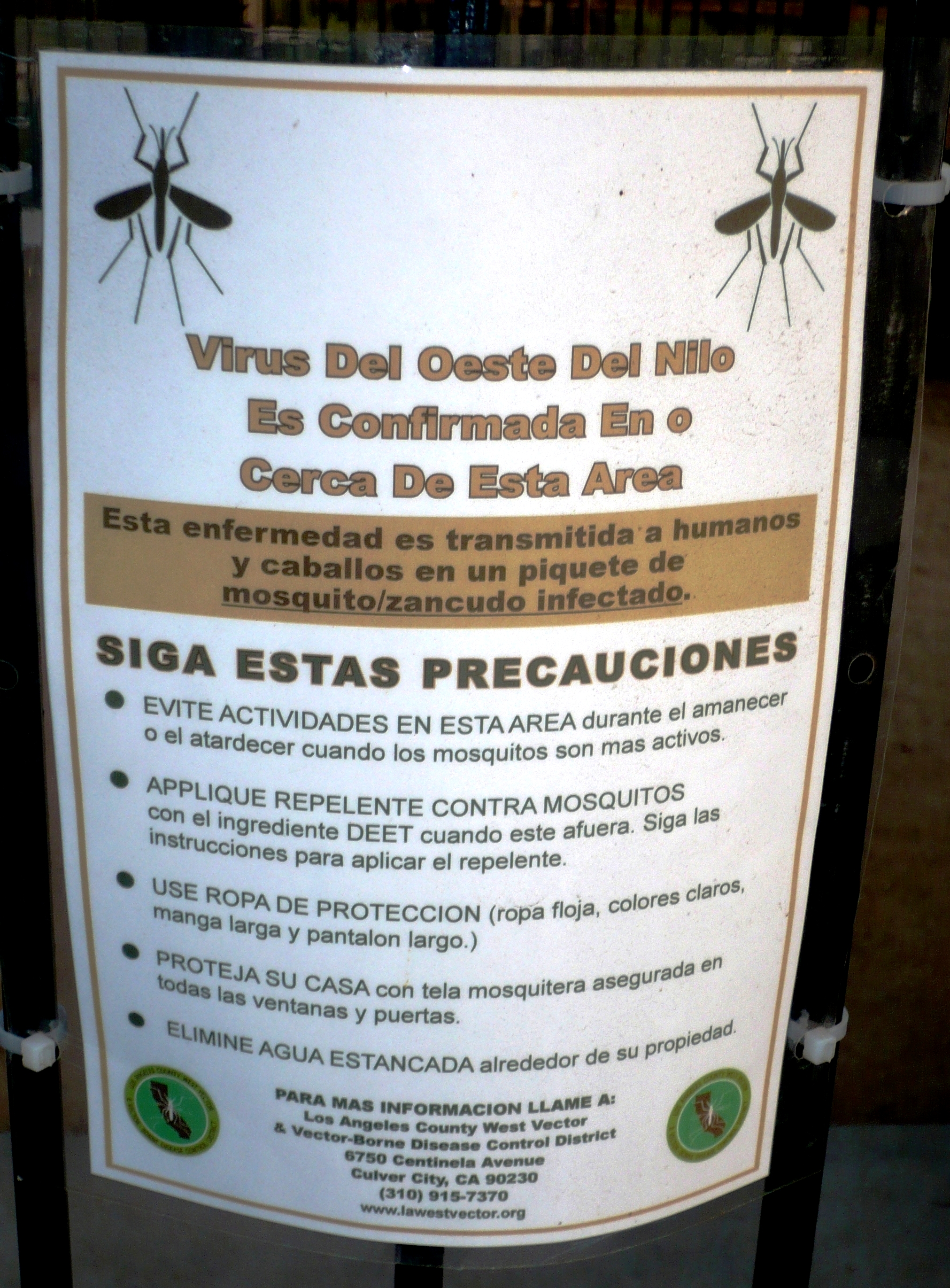
用西班牙语写就的防治西尼罗河病毒的海报(2008年，洛杉矶)

最初，人类及鸟类的死亡被诊断为圣路易斯脑炎病毒所致。然而，此后美国疾病控制与预防中心(CDC)的调查得知，从人类、鸟类及蚊虫身上所分离出的病毒是西尼罗河病毒。一直以来，西尼罗河病毒都被认为不存在于美洲大陆，因此这一事实对美国全国都造成了巨大的冲击。
此后直至2010年，美国全土都陆续发现了西尼罗河病毒。这种病毒所导致的西尼罗河热、西尼罗河脑炎在2003年创下了患者数量的最高记录，当年仅在美国就报告了9,862名患者，其中264人死亡。这一年，疫情还确认扩散到了与美国接壤的加拿大、墨西哥两国。作为媒介的蚊虫有以尖音库蚊等淡色库蚊的同类13种(2009年进一步增加到60余种)，作为中间宿主的鸟类有乌鸦、冠蓝鸦、麻雀、鹰、鸽子等220多种，从物种上而言已与西尼罗河病毒分离。
就如“疟疾”章节所提到的，马其顿王国的亚历山大大帝在公元前323年6月10日于美索不达米亚的巴比伦去世，由于死前曾出现高烧症状，且从地理要素上说，他死于自印度归国之后，因此，一直以来他的死因都被认为是疟疾。然而，2003年则出现了新的学说，怀疑亚历山大的死是西尼罗河病毒所导致的西尼罗河脑炎造成。
这一学说的根据在于，古巴比伦正属于现代的西尼罗河病毒流行区域，除此之外，活跃在公元1世纪到2世纪间的希腊作家普鲁塔克的《希腊罗马名人传》(《对传》)中有以下记述。
就在亚历山大欲踏入巴比伦城之时，(中略) 他走到城墙附近，只见许多乌鸦鸣叫着，相互啄咬，其中几只落到了大帝的脚边。
根据公开的记录，亚历山大大帝发高烧后热度一直不退，期间喉咙极度干渴而喝下葡萄酒，接着便开始说胡话，最终在发烧第10天死亡。这些症状，与西尼罗河热及西尼罗河脑炎的症状是吻合的。

### 日本脑炎

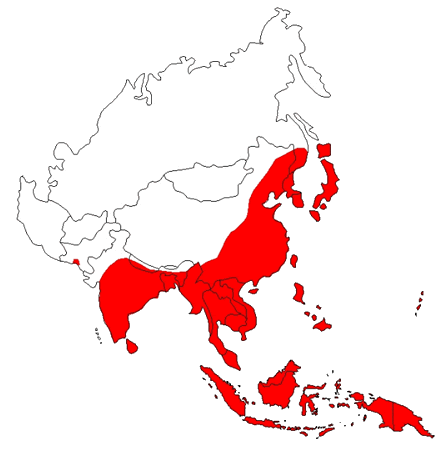
亚洲区域内日本脑炎的发病分布图(1970年-1998年，CDC资料)

日本脑炎(Japanese encephalitis)是日本脑炎病毒所引起的脑炎，分布在日本及东亚、东南亚。
据推测，日本脑炎感染者的发病率在0.1%到1%之间，绝大部分为隐性感染。该疾病在日本的媒介主要是三带喙库蚊，不过在热带地区，也有其他蚊虫作为传播媒介。日本脑炎的潜伏期在6到16天左右，症状有发高烧、痉挛及休克。一旦发病，只能采用对症疗法。据推测，发病之后的死亡率在10%到20%，但一半以上的发病患者都会受到脑损伤，留下脑部功能障碍或是瘫痪等严重的后遗症。
1954年(昭和29年)，日本开始推广接种灭活疫苗，到1965年(昭和40年)时，高度精制的活疫苗开始投入使用。日本在1967年(昭和42年)到1976年间积极接种活疫苗，患者数量出现了戏剧性的下降。

## 日本血吸虫病

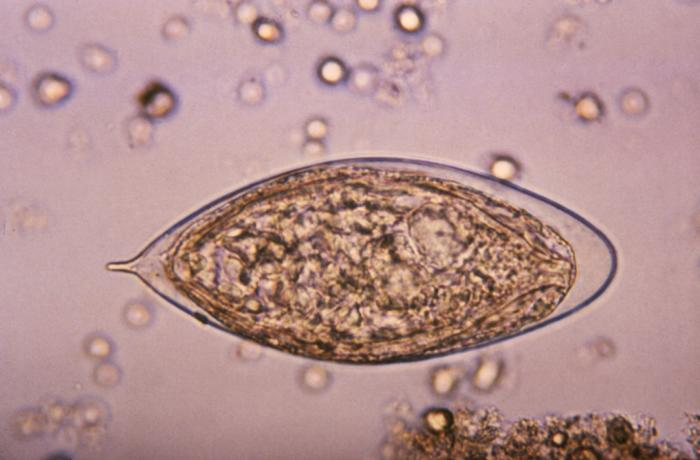
血吸虫卵

日本血吸虫病是日本、中国、菲律宾等国可见的血吸虫病的一种，由以名为钉螺(片山钉螺)的贝类为中间宿主而成长起来的寄生虫(日本血吸虫)经由皮肤感染人类和牛、猫等动物而产生的传染病。1904年，这种寄生虫由桂田富士郎所发现，1913年又由宮入庆之助及铃木稔发现该寄生虫的中间宿主为片山钉螺，因此病名前被冠以“日本”二字。
中国湖南省长沙市西汉时代的坟墓马王堆汉墓的古尸中检测出了日本血吸虫的生活痕迹，从而确认这一传染病在中国的流行古以有之。
在中国，1950年代初期，日本血吸虫病在包括四川盆地在内的长江流域及广东省、福建省、云南省等广大地区的流行明朗化，据推测患者数约有3,200万人。中华人民共和国在建国之后，全民动员填埋古旧的沟渠、挖掘新的沟渠，用以消灭钉螺。1958年，这一举措在江西省余江县获得了成功，当时的中国共产党领导人毛泽东还作有题为《送瘟神》的词。

## 冠狀病毒

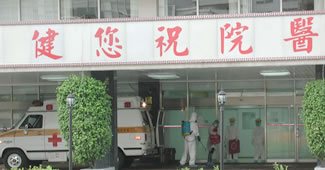
台湾的SARS治疗医院(2004年)

### SARS（2002-2004年）
进入20世纪以后，各种新病毒陆续出现，而SARS冠狀病毒（通稱SARS病毒）是在21世纪所发现的病毒，其所造成的传染病被称为严重急性呼吸综合征(SARS)，伴有高烧、咳嗽、气喘、呼吸困难、低氧血症及肺炎等症狀。
2002年11月16日，中华人民共和国广东省发病的40余岁农协职员被认为是最初病例，但广州市呼吸病研究所则称最初的患者可追溯到7月。11月病例发现后，中国政府采取措施制止疾病进一步扩散，但将该信息报告世界卫生组织(WHO)时却是在2003年2月，并进行报道管制以保护本国的名誉和信用。瞒报疫情导致全世界未能及时应对，致使疫情扩散，中国政府后来为此而谢罪。
4月3日，日本政府宣布将SARS作为新传染病对待，进一步，在4月17日其病理明朗化之后宣布调整为指定传染病的应对方针。4月上旬，就在媒体将SARS作为严重问题对待时，中国政府改变了官方态度，但也就在此时，北京军医院向外公布的患者人数低于实际患者人数的真相浮出水面。在国际舆论的强烈压力下，中国政府同意WHO等国际官员介入调查。中国医疗体制过度分散、形式主义严重、缺乏沟通等陈旧的弊端随之暴露。4月下旬，中国政府承认谎报患者人数是医疗制度上的问题，蒋彦永博士揭发了中国政府瞒报疫情的事实。此后，包括北京市长在内的多名官员遭到撤职，SARS的调查及预防系统终于趋向高效和透明。
2003年7月5日，WHO宣布SARS疫情平息。此次疫情最終共在全球30個國家造成8,422人感染，916人死亡（致死率11%）。

### MERS（2012年-）
發現於2012年的中東呼吸綜合症冠狀病毒以單峰駱駝為傳染源，感染人類之後所引起的重症肺炎。自2012年9月以來，至2020年1月仍在持續。
2013年5月15日在沙特阿拉伯醫院的院內感染中首次確認人傳人。在2015年的韓國中東呼吸綜合症疫情中，共有186人感染，36人死亡。2019年沙特阿拉伯也有14人感染，5人死亡。
截至2019年11月，確診患者共計2494人，死亡858人，病例遍及27個國家。尚無特效療法或疫苗。

### 2019冠狀病毒病（2019年-）
2019年12月发现于中國湖北省武漢市開始擴散的新型冠狀病毒（SARS-CoV-2）的疾病，稱為COVID-19。
截至2023年3月10日，全球各地疫情仍在持續中，全球共確診人數超過6.76亿，死亡人數超过688.1万，同時有逾人康復。

## 公共卫生与传染病

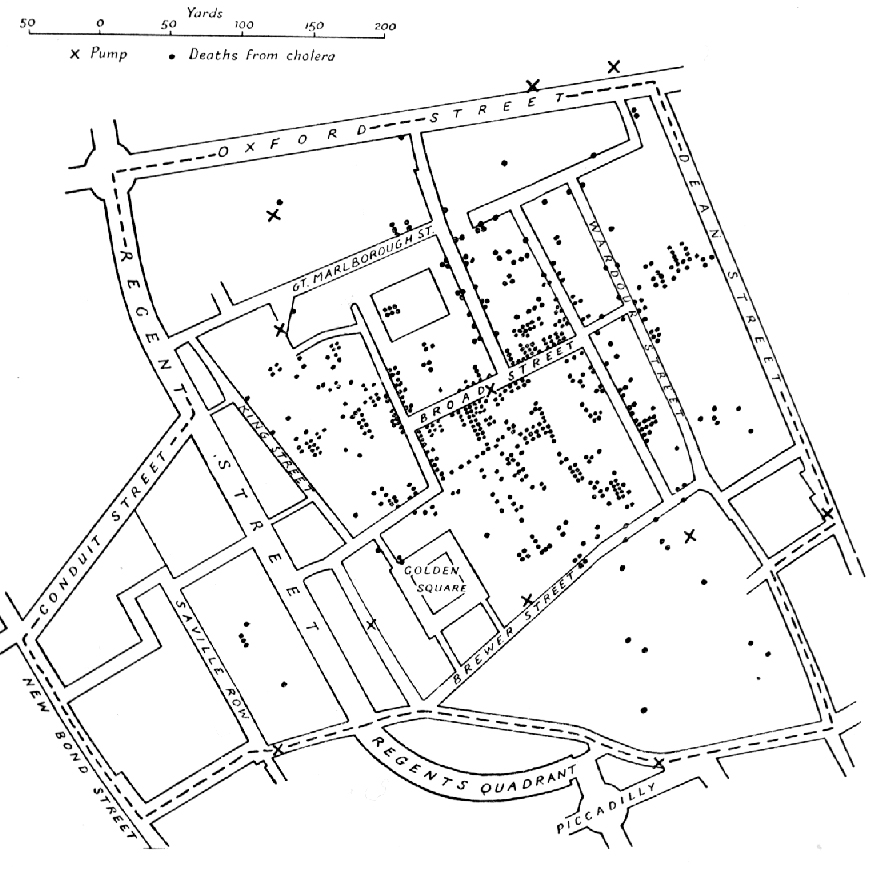
约翰·斯诺的调查结果
----
死于霍乱的死者（黑点）的分布呈现出一定的模式。斯诺判断霍乱的原因来自于大街中央的手压抽水式水井。最后，将水井水泵的把手卸下之后，霍乱便得到了控制。在此后的调查中发现，1854年8月末第一位患者的粪便混入了用于堆肥的污水收集桶，而污水收集桶与水井间的距离不足90cm。

公共卫生古已有之。随着都市的兴起，污水和垃圾未经处理而放置会导致传染病的“瘴气说”（空气感染说）便是其起源。多数起源于古代的宗教中也有许多限制日常食物及饮酒、性行为，保持清洁等维护健康的规范和教义。在古罗马，对污物进行适当的处理和排出是都市公共卫生的常识。此外，在黑死病于欧洲肆虐的14世纪，人们相信远离尸体就能避免感染。
在19世纪的欧洲，随着工业革命后都市化的急剧发展，居住环境也随之恶化，这被认为是导致传染病蔓延的原因，从而催生出了近代公共卫生的概念。另外，约翰·斯诺发现造成1854年伦敦霍乱流行的原因在于公共水井的水，这则是流行病学作为科学领域的开端。斯诺提出了细菌说来对抗瘴气说这一当时的主流假说。过往的瘴气说认为霍乱是因消毒不足而产生，主张霍乱的流行是自然发生、臭气是带来疫病的来源。而斯诺注意到同一流行地区内的霍乱患者呈点状分布，对空气感染说产生了怀疑，建立了“经口感染假设”。在对患者集中区域的发病情况进行过细致调查之后，斯诺推测某个井为污染源，并对例外的情况也进行了调查。当時伦敦供水公司从泰晤士河取水，而当时的泰晤士河河水十分浑浊，根本称不上卫生。斯诺将患者发病区域与各供水公司的供水区域进行比对，发现某个特定供水公司的供水区域患者多发。该公司取水口所处的位置与排泄物收集处接近，易受其影响。最终，行政当局采纳斯诺的见解将问题水井封闭之后，霍乱的流行得到了遏制。
19世纪上半叶的巴黎也是个臭气熏天的肮脏城市。法兰西第二帝国时代，管辖首都的塞纳省省长乔治-欧仁·奥斯曼受拿破仑三世皇帝之命进行了以美化为目的的巴黎改造，同时也针对看不见的部分进行了城市规划，以达到“净化及卫生化”。奥斯曼拓宽了主干道，供水方面则从远方引水实行供水到户，并在首都地下遍布暗渠式的下水道网。

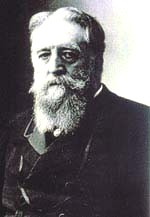
普贝勒

1882年，巴黎爆发斑疹伤寒，3,352人因此丧命。此外，1883年到84年间，霍乱在暌违50年后再次在巴黎爆发，1884年年有986人死于霍乱。此时就任塞纳省省长的是共和派的普贝勒。普贝勒在赴任的一个月后即1883年11月颁布省长令，要求居民必须使用垃圾桶（金属制的盒子或者桶）。省长令全文共11条，详细规定了垃圾桶的形状、容量乃至安放场所。同样的条例也在1884年3月颁布，该条例要求市民对垃圾进行分类，并规定了由政府回收垃圾的制度。过往通过边沟引水清扫路面灰尘的方式加上对垃圾桶的充分利用带来了极为显著的效果，巴黎的垃圾处理问题取得了长足的进步。普贝勒带给市民们的新习惯也得到了费加罗报等媒体的支持。就这样，巴黎摆脱了不卫生城市的污名，重生为了卫生都市。法语中的「普贝勒（poubelle）」现已成为指代垃圾桶的普通名词。不过，这一方式受到了不愿承担因分类及管理所带来的费用用的房东以及认为自己的生计受到威胁的传统废品回收业者与古着商店的抵触。
1880年的“巴黎大恶臭”及随之而来的传染病大流行同时也促成了下水道的大幅改造。普贝勒等人试图推行将生活污水及粪尿、清洗用水、雨水等全部排入下水的方式，但这一举措遭到了强烈的反对，历经重重波折才得以采用。据说乔治-欧仁·奥斯曼认为此举将使自己的杰作——回廊式下水道被粪尿所污染而表现出了尤为强烈的反感。然而，1892年霍乱再度爆发。这次疫情直接导致政府于1894年颁布条例，规定将建筑直接连接到下水道时发生的费用由房东或管理者承担。就这样，以全废水下水道放流方式为基础的下水道系统就此整备完成。
日本在经历明治时代的文明开化之后，各项医学制度均以德国为范本，因此以德语Hygiene的概念指代卫生乃至卫生学，这也是近代日本相当于“公共卫生”的概念。而实际上，某些部分也参照了英国的制度。这个时期，长与专斋视察了欧洲，发现Hygiene一词中的维护生命及生活的概念乃是建立在国家或城市的层面上，并包括了社会基础设施整备这一层含义在内，因此没有将其译为“养生”或是“健康”“保健”，而是取用了《庄子》庚桑楚篇中的“卫生”一词。

## 传染病与现代
1980年，WHO宣布天花灭绝。曾经所有的人都乐观地认为，借助医学的进步和公共卫生事业的发展，人类在不久的未来将能消灭传染病。然而，接踵而来的却是以人类免疫缺陷病毒(HIV)的登场为代表的新兴传染病，以及結核、疟疾等曾一度被成功遏制又再次流行开来的复兴传染病的时代。并且，各种对药品具有抵抗力的抗药性菌也相继出现。
| 病名                       | 病原体                  | 发现（确认）年・国名 | 症状                                         | 感染途径                       |
| -------------------------- | ----------------------- | -------------------- | -------------------------------------------- | ------------------------------ |
| 埃博拉病毒出血热           | 埃博拉病毒              | 1976年・苏丹         | 全身出血、脏器坏死                           | 血液・体液接触                 |
| 后天免疫缺乏综合症（AIDS） | 人类免疫缺陷病毒（HIV） | 1981年・美国         | 免疫力全面低下                               | 性行为、血液感染等             |
| 肠道出血性大肠杆菌感染症   | 大肠杆菌O157:H7型       | 1982年・美国         | 腹泻、肾功能低下                             | 经口感染                       |
| 丙型肝炎                   | 丙型肝炎病毒            | 1989年・美国         | 食欲不振、呕吐、黄疸等                       | 血液・体液接触、母婴传染       |
| 克雅二氏病                 | 朊毒体                  | 1996年・英国         | 进行性痴呆、行动异常等                       | 摄食疯牛病病牛的脑、脊髄等部位 |
| 禽流感                     | 禽流感病毒              | 1997年・中国         | 发烧、咳嗽、多脏器衰竭                       | 接触病鸟及其内脏、排泄物等     |
| SARS（严重急性呼吸综合症） | SARS病毒                | 2002年・中国         | 发烧、咳嗽、呼吸系统异常（呼吸困難等）       | 接触传染、飞沫传染、糞口傳染   |
| COVID-19（2019冠狀病毒病） | SARS-CoV-2病毒          | 2019年・中國         | 發燒、咳嗽、呼吸系统異常（呼吸困難、肺炎等） | 接觸傳染，飛沫傳染，糞口傳染   |

上表记录了1970年代以后发现的主要的新兴传染病。传染病之所以再次成为问题，其中的一个背景在于人、物得以在短时间内大量移动。起源于中国南部的SARS之所以在短时间内便扩散到全世界，与人们频繁乘飞机往来及经济全球化密切相关。此外，对热带雨林的开发也使得人类遭遇了新的病原体。埃博拉病毒出血热等便属于此类。而医疗过程中对抗生素的滥用或误用、患者自行服用则被认为是产生抗药菌的原因之一。另外值得指出的是，对传染病的警惕心理的弱化、疫苗接种工作的不到位是导致流感流行的原因。

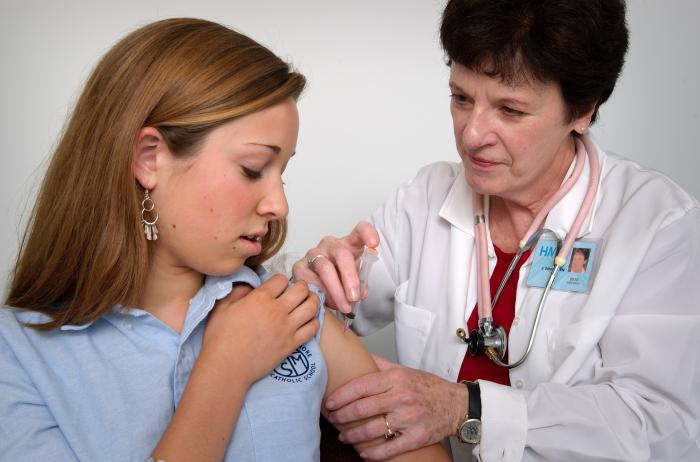
疫苗接种（向三角肌注射疫苗）

与传染病藕断丝连的当前时代现状也被称为“细菌的反攻”、“疫病时代”等。进入21世纪以来，起源于中国南部的SARS出现，并肆虐于全世界。未来，伴随着农业开发的土地开发、环境破坏、城市化、工业化等将造成环境的变化，可以想见，这样的新兴传染病今后也将陆续出现。此外，包括复兴传染病在内的传染病将难以消灭也成为了主流观点。在这样的情况下，有观点认为我们所需要的不是过度的恐慌，而是抱持适度的危机感；同时认为应反其道而行之，寻求与传染病的“共生”之道的观点也广泛流传开来。
WHO为减轻瘟疫所带来的损害，提倡：
1. 医疗体制(包括抗病毒药物治疗在内)
2. 疫苗
3. 公共卫生应对
4. 个人防御

以上4点组合实施防治传染病的必要性。

## 脚注
1. ↑  MacNeil《瘟疫与世界史》文库版·上(2007)pp.141-142
2. ↑  David W. Tschanz, MSPH, PhD (August 2003). "Arab Roots of European Medicine", Heart Views 4 (2).
3. 1 2  Ibrahim B. Syed, Ph.D. (2002). "Islamic Medicine: 1000 years ahead of its times", Journal of the Islamic Medical Association 2, p. 2-9.
4. ↑  Beretta M. . Medicina nei secoli. 2003, 15 (2): 129–54. PMID 15309812.
5. 1 2 3 4  第1回《人类害怕未知的东西》(加藤茂孝)PDF - Modern Media55巻9号《人类与传染病的战争》
6. 1 2 3 4 5  仓持（1995）pp.315-324
7. 1 2 3 4 5 6 7 8  见市(1994)pp.1110-1111
8. 1 2 3  第4回“鼠疫”—震撼中世纪欧洲的大灾难 (加藤茂孝)PDF - Modern Media56卷2号《人类与传染病的战争》
9. ↑  麦克尼尔《疾病与世界史》(1985)。原著为"Plagues and Peoples"(1976)
10. ↑  村上(1983)
11. 1 2 3  《Chronic世界全史》(1994)p.335
12. ↑  各港口在了解到鼠疫是以商船为媒介而传播的之后，便禁止来自感染地的船舶靠岸。威尼斯则让来自东方的船只在近海岛屿停泊40天，以确认在此隔离期内是否有人感染。检疫一词在英语中念作quarantin，其语源便是意大利语的quarantena(40天)。
13. ↑  凯利(2008)p.10
14. ↑  Kelly(2008)pp.216-218
15. ↑  凯利(2008)pp.10-11
16. ↑  Kelly(2008)pp.11-12
17. ↑  野上素一译，引自《西洋史料集成》。
18. ↑  凯利(2008)p.12
19. ↑  凯利(2008)pp.385-395
20. ↑  饭岛(2006)。原始出处为曹树基《鼠疫流行与华北社会的变迁》 (1997)
21. ↑  饭岛涉认为19世纪末到20世纪初所流行的鼠疫起源于云南，但这有可能是受了麦克尼尔“中世纪欧洲的鼠疫起源于云南，经由蒙古帝国传到欧洲”的想法的影响。饭岛(2006)
22. 1 2 3 4 5 6  饭岛(2006)
23. 1 2  思考都市的边缘(下)-20世纪初横浜贫民窟再考查― (阿部安成)PDF - 滋贺大学经济经营研究所
24. ↑  『明治新闻全书第7卷』(1986)p.685。原出处为《国民报》明治38年3月12日版
25. ↑  参照山本成之助《川柳医疗风俗史》(1972)。
26. ↑  饭岛(2006)。原出处：Crosby,A.F;"The Columbian Exchange" (1972)
27. ↑  饭岛(2006)。原出处：Emmanuel Le Roy Ladurie"Le territoire de l'historie" (1973)
28. ↑  《Chronic世界全史》(1994)p.436
29. 1 2 3  《流行病的恐怖 - 图解麻疹·天花·霍乱的防治》竹内監修《Visual Wide 江户时代馆》(2002)p.330-331
30. 1 2 3 4 5 6 7 8 9 10 11 12  第5回“脊髓灰质炎”－罗斯福是小儿麻痹症患者吗?(加藤茂孝)PDF - Modern Media 第56卷第3号《人类与传染病的战争》
31. 1 2 3 4 5 6 7 8 9  第2回“根除天花－人类最初的胜利”－从拉美西斯五世到Ali Maow Maalin(加藤茂孝)PDF - Modern Media55卷11号《人类与传染病的战争》
32. ↑  饭岛(2006)。原出处为梁其姿所著《施善与教化—明清的慈善组织》(1997)
33. ↑  麦克尼尔《瘟疫与世界史》(1985)
34. ↑  地名。
35. ↑  研究和学习荷兰语言文化的人
36. ↑  Oldstone, Michael. . Oxford University Press. 2009: 102–4  [2014-11-21]. ISBN 9780199758494. （原始内容存档于2019-07-06）.
37. ↑  . World Health Organization. May 2013  [23 February 2014]. （原始内容存档于2014-02-19）.
38. ↑  日本年号，持续时间由1818年至1829年
39. 1 2  相良(1994)pp.734-735
40. ↑  结构中含有芳香环的酸
41. ↑  与“霍乱”的日文发音相近
42. 1 2 3 4 5 6 7 8 9 10 11 12  第3回“结核”－从人骨化石到国民疾病，威胁尚存(加藤茂孝)PDF - Modern Media 55卷12号《人类与传染病的战争》
43. ↑  围绕链霉素的发现权，瓦克斯曼及舒特曾一度展开诉讼，但之后达成和解。
44. ↑  生田哲《传染病与免疫的构成》(2007)
45. 1 2  《科学事典》(1985)“流行性感冒” p.42
46. ↑  押谷、濑名《与流感大流行战斗》(2009)p.13
47. ↑  《科学事典》(1985)“流行性感冒” p.43
48. ↑  《猪流感→A型流感 WHO为照顾生猪养殖业而更名》 读卖新闻社 2009年5月2日
49. ↑  WHO 以“pandemic (H1N1) 2009”这一词组来表现这一次流行。WHO官方网站 （页面存档备份，存于）
50. ↑  押谷、濑名《与流感大流行战斗》(2009)p.1
51. ↑  鈴木隆雄《从骨骼中观察日本人 古病理学所讲述的历史》(2010)
52. ↑  .   [2010-12-10]. （原始内容存档于2008-12-22）.
53. ↑  National Immunization Days 的略称。
54. ↑  现在已转为March of Dime(10日元募捐)，除了脊髓灰质炎以外也实施多种多样的募捐活动。
55. ↑  加藤茂孝 《人类与传染病的战争——第5回 “脊髓灰质炎”》(2010)。原出处为Godman AS et al:What was the cause of Franklin Delano Roosevelt's paralytic illness? Journal of Medical Biography.11:232-240(2003)
56. ↑  淺野五郎教授. . 三悅文化圖書事業有限公司. ISBN 9575264762.
57. ↑  Bray et al. 「Ebola virus: the role of macrophages and dendritic cells in the pathogenesis of Ebola haemorrhagic fever.」, Int J Biochem Cell Biol. 2005 Aug, 37(8):1560-1566
58. ↑  池田(1993)pp.20-27
59. 1 2  池田(1993)pp.38-52
60. 1 2  《缩小的非洲大湖成为蚊虫巢穴，高原亦受疟疾威胁》 朝日新闻 2008年3月9日
61. 1 2 3 4 5 6  第6回“西尼罗河病毒”－亚历山大大帝的死因?(加藤茂孝)PDF -  Modern Media56卷4号《人类与传染病的战争》
62. ↑  黄热病毒于1927年得到分离，野口英世1928年在研究黄热病时死于英属黄金海岸(现在的加纳)首都阿克拉。
63. ↑  加藤茂孝《人类与传染病的战争-第6回"西尼罗河病毒"》(2010)。原出处为JS Marr et al:Alexander the Great and West Nile Virus Encephalitis.Emerging infectious Diseases.9(12),(2003)
64. ↑  河野与一译《希腊罗马名人传 9－ 亚历山大、恺撒 －》岩波文库(1956)
65. ↑  因搜索不到相应的译文，确切的内容也记不太清楚了，因此这段是本人根据日语译成
66. ↑  饭岛(2006)。原出处为安罗冈一男《中国的日本血吸虫病》(1995)
67. ↑  . ProMED-mail. 2012-09-20 15:51:26. （原始内容存档于2020-02-05） （美国英语）.
68. ↑  世界衛生組織. . Global Alert and Response（GAR）. 2013-05-15. （原始内容存档于2020-11-11）.
69. ↑  世界衛生組織. . （原始内容存档于2019-07-19）.
70. ↑  世界衛生組織. . （原始内容存档于2019-07-19）.
71. ↑  世界衛生組織. .   [2020-04-04]. （原始内容存档于2019-10-18）.
72. ↑  世界衛生組織. . 2020年1月5日. （原始内容存档于2020年1月7日）.
73. 1 2 3  大森弘喜《19世纪巴黎的用水环境及卫生》（2012.3）PDF（成城大学/《成城·经济研究》第196号
74. ↑  仓持（1995）p.417
75. ↑  P.库蒂翁《巴黎史料 －诞生至今－ <XXVIII>》（2009）PDFp.22
76. 1 2  大森弘喜《19世纪巴黎的用水环境及卫生（续·完）》（2012.7）PDFpp.26-56
77. ↑  仓持（1995）p.311
78. ↑  吉川
《细菌的反攻——人类与细菌的生存斗争》(1995)
79. ↑  酒井编《疾病的时代》(1999)
80. ↑  押谷、濑名《与瘟疫战斗》(2009)pp.98-140
81. ↑  押谷、濑名《与瘟疫战斗》(2009)pp.19-20